# 北秋田市
北秋田市（きたあきたし）は、秋田県の北部にある市。鷹巣盆地のほぼ中央に大館能代空港がある。

## 概要

綴子大太鼓 出陣行列

2005年（平成17年）3月22日に北秋田郡の鷹巣町、合川町、森吉町、阿仁町が合併して市制施行した。
1878年（明治11年）の郡区町村編制法公布後、鷹巣に郡役所が置かれ、行政の中心地であった。JR鷹ノ巣駅南側は、２つの商店街が真っ直ぐに延び、国や県の出先機関、金融機関や医療機関、公共施設が集積し、市役所が設置されている。「綴子大太鼓」は国の記録作成等の措置を講ずべき無形の民俗文化財、「伊勢堂岱遺跡」は「北海道・北東北の縄文遺跡群」を構成する遺跡の一つとして、2021年7月に世界文化遺産に登録された。
中西部合川地区の小阿仁川流域には、小高い丘や田圃に灯りを灯し、祖先の霊を供養する「万灯火」と呼ばれる全国的にも類例が少ない伝承行事がある。広大な台地の大野台では酪農がみられ、工業団地や北秋田市民病院、秋田県立北欧の杜公園がある。「猿倉人形芝居」と「阿仁地方の万灯火」は国の記録作成等の措置を講ずべき無形の民俗文化財である。
中部森吉の米内沢地区は、江戸時代には阿仁川水運による物資の集散地として栄えた。県立自然公園域内の森吉山周辺は、クマゲラの棲むブナの原生林や多数の瀑布が散在している。「浜辺の歌」の作曲者成田為三の生地である。
マタギ発祥の地と言われる阿仁地区は、銅山の町として発展した。1978年（昭和53年）に閉山するまでの約670年の長い期間阿仁地区だけでなく日本の産業及び伝統文化を支えてきた。旧阿仁鉱山に残る「外国人官舎（異人館）」は国の重要文化財。「根子番楽」は国の重要無形民俗文化財である。

## 地理

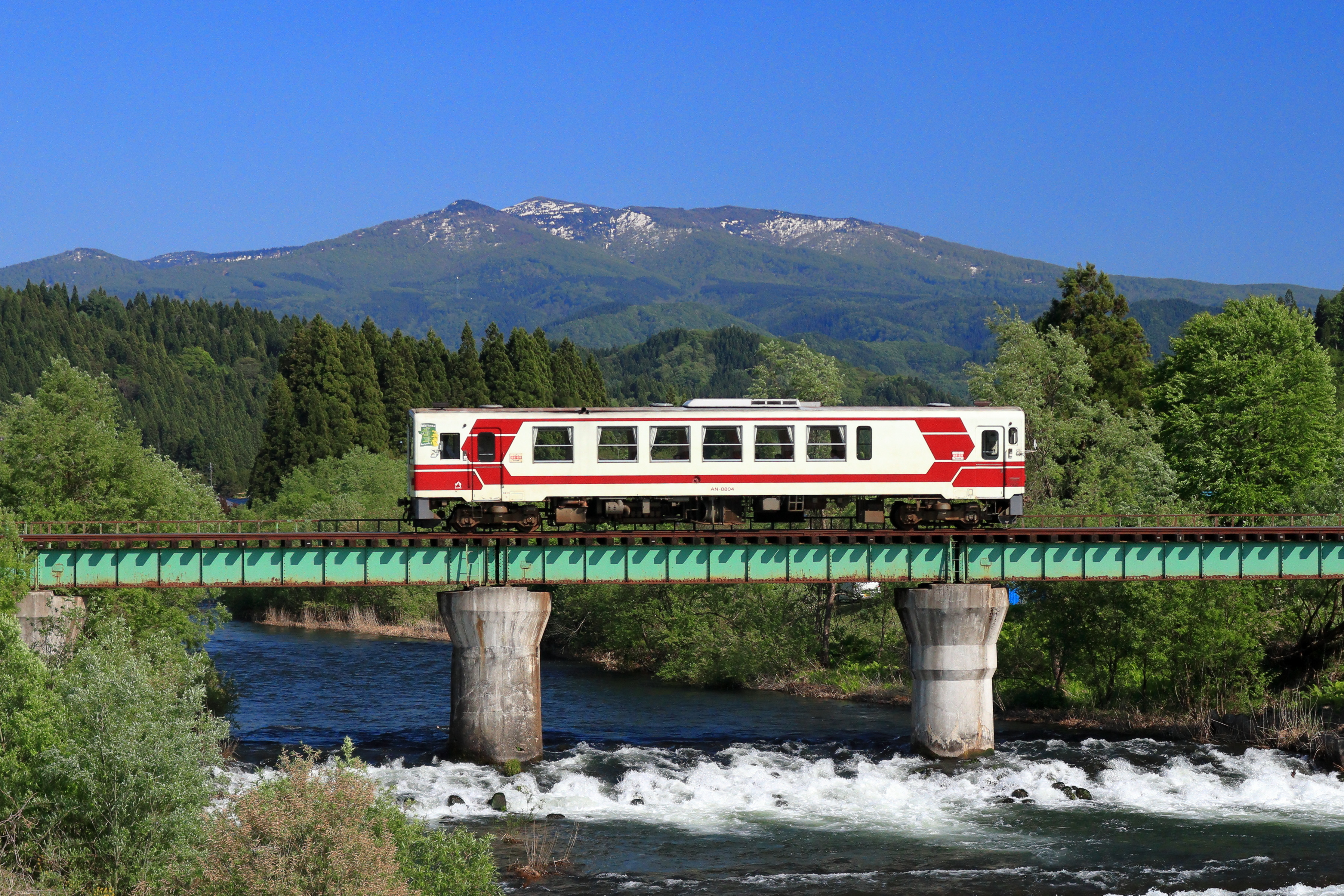
森吉山と秋田内陸線

北秋田市は秋田県の北部中央に位置し、面積は1,152.5km2と秋田県全体の約10%を占めているが、山林等の占める比率が高く、可住面積は全体の16.4%程度の約188.8 km2にとどまっている。県都秋田市から北東へ約80km、東は大館市・鹿角市、南は秋田市・仙北市に隣接しているほか、西は能代市に近接している。
米代川沿いにJR奥羽本線、国道7号、秋田自動車道があり、秋田内陸線と国道105号をそれぞれ分岐している。国道285号が横断し鷹巣インターチェンジ、大館能代空港インターチェンジや1998年に開港した大館能代空港がある。
奥羽山系の山々に源を発する米代川中流部の鷹巣盆地を中心とし、この盆地と米代川支流の阿仁川や小阿仁川などの河川流域に市街地や集落が点在している。市の南部は、森吉山をはじめとする奥羽山系の山々が連なっており、市の大半は山林となっている。なお、森吉山県立自然公園を擁するなど優れた自然景観や山岳渓流に恵まれており、豊かな自然環境が残されている。

### 山岳・河川・湖沼
山岳
- 森吉山
- 竜ヶ森
- 鞍山
- 白津山
- 姫ヶ岳

河川
- 本川：米代川

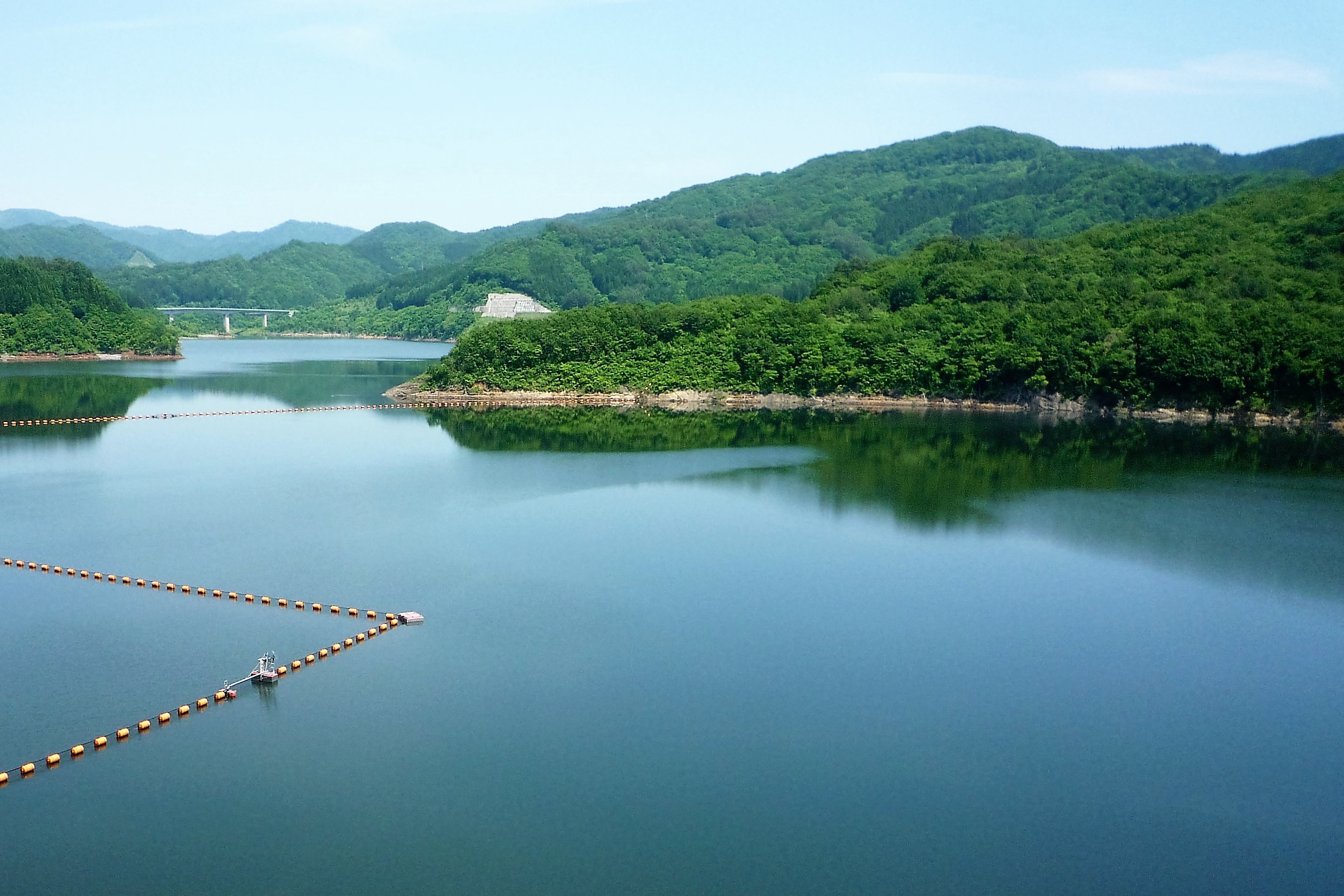
森吉山ダム 四季美湖

- 一次支川：阿仁川・今泉川・蟹沢川・前山川・小猿部川・綴子川・摩当川・糠沢川

湖沼
- 四季美湖（森吉山ダム）
- 太平湖（森吉ダム）

### 隣接している自治体
- 秋田市・能代市・大館市・鹿角市・仙北市
- 北秋田郡 - 上小阿仁村
- 山本郡 - 藤里町

## 歴史

### 沿革
合併前の各町の行政区域の変遷については、各町の記事を参照。
- 1900年（明治33年）10月7日 - 官設鉄道である奥羽北線（現在の奥羽本線）鷹ノ巣駅が開業。
- 1934年（昭和9年）12月10日 - 阿仁合線 鷹ノ巣 - 米内沢間が開業。
- 1949年（昭和24年）5月11日 - 米内沢で大火、住家、役場、郵便局など222棟を全焼[1]。
- 1950年（昭和25年）6月1日 - 鷹巣で大火。材木町より出火、風速20メートルの風にあおられ、住家520戸、非住家149棟全焼のほか、地方事務所、警察署、郵便局、農協連合事務所、青森銀行、医院４、映画館２、消防署など町の半分を焼失。負傷者242人、罹災人員3,388人、損害額約12億円、災害救助法適用[2]。
- 1951年（昭和26年) 3月1日 - 前山信号場が駅に昇格し前山駅開業。
- 1956年（昭和31年）
  - 12月1日 - 鷹巣気象通報所告示[3]。
  - 12月3日 - 国鉄の駅として糠沢駅開業。
- 1974年（昭和49年）3月25日 - 阿仁合線で最後のSL運行。
- 1981年（昭和56年）10月1日 - 鷹巣の中心部で、住居表示に関する法律に基いて住居表示を実施、11町143街区[4]。
- 1987年（昭和62年）12月 - 森吉・阿仁スキー場オープン。
- 1989年（平成元年）
  - 4月1日 - 秋田内陸縦貫鉄道全線開業。
  - 10月8日 - 第1回北緯40°秋田内陸リゾートカップ100キロチャレンジマラソン開催。
- 1994年（平成6年）5月29日 - 県立北欧の杜公園レクリエーションゾーンが開園。
- 1998年（平成10年）7月1日 - 大館能代空港が開港。
- 2005年（平成17年）3月22日 - 北秋田郡合川町・阿仁町・鷹巣町・森吉町が新設合併し、北秋田市が発足。
- 2008年（平成20年）6月15日 - 県立北欧の杜公園で第59回全国植樹祭開催。
- 2010年（平成22年）4月1日 - 県内初の公設民営方式、北秋田市民病院が開院。
- 2012年（平成24年）4月21日 - 第1回「BM(バター餅）-1グランプリ」開催。
- 2014年（平成26年）7月19日 - 阿仁熊牧場のヒグマ舎オープン。
- 2016年（平成28年）
  - 5月30日 - 豪風関に県民栄誉章決定。
  - 10月22日 - 北秋田市初の高速道路 日本海沿岸東北自動車道 鷹巣IC - 二井田真中IC間12.2キロが開通。
- 2021年（令和3年）7月27日 - 伊勢堂岱遺跡などで構成される「北海道・北東北の縄文遺跡群」が世界文化遺産に登録される[5]。

## 気候
11月下旬から4月上旬までの約半年間が降雪期間で、南部の森吉山周辺は、降雪量が特に多く、旧森吉町と旧阿仁町は特別豪雪地帯に指定されている。北部の鷹巣盆地は、秋から春までは放射冷却が起こり、日較差・年較差が大きく、フェーン現象の影響を受けやすい大陸性気候である。また、春から秋までは比較的気象の変化が少なく、温暖で四季がはっきりしている。
| 極値（鷹 巣） | 観測値  | 観測年月日    | 統計開始年月 |
| ------------- | ------- | ------------- | ------------ |
| 最高気温      | 38.9℃   | 2023年8月8日  | 1976年3月    |
| 最低気温      | -17.8℃  | 1984年2月18日 | 1976年3月    |
| 日降水量      | 187.5mm | 2023年7月15日 | 1976年1月    |
| 最深積雪      | 141 cm  | 2025年2月21日 | 1979年10月   |

| 極値（阿仁合） | 観測値  | 観測年月日    | 統計開始年月 |
| -------------- | ------- | ------------- | ------------ |
| 最高気温       | 37.1℃   | 1978年8月3日  | 1976年12月   |
| 最低気温       | -17.2℃  | 1984年2月18日 | 1976年12月   |
| 日降水量       | 227.0mm | 2024年7月25日 | 1976年12月   |
| 最深積雪       | 193 cm  | 2025年2月23日 | 1979年10月   |

| 鷹巣（北秋田市旭町） 標高 29mの気候 | 鷹巣（北秋田市旭町） 標高 29mの気候 | 鷹巣（北秋田市旭町） 標高 29mの気候 | 鷹巣（北秋田市旭町） 標高 29mの気候 | 鷹巣（北秋田市旭町） 標高 29mの気候 | 鷹巣（北秋田市旭町） 標高 29mの気候 | 鷹巣（北秋田市旭町） 標高 29mの気候 | 鷹巣（北秋田市旭町） 標高 29mの気候 | 鷹巣（北秋田市旭町） 標高 29mの気候 | 鷹巣（北秋田市旭町） 標高 29mの気候 | 鷹巣（北秋田市旭町） 標高 29mの気候 | 鷹巣（北秋田市旭町） 標高 29mの気候 | 鷹巣（北秋田市旭町） 標高 29mの気候 | 鷹巣（北秋田市旭町） 標高 29mの気候 |
| 月                                  | 1月                                 | 2月                                 | 3月                                 | 4月                                 | 5月                                 | 6月                                 | 7月                                 | 8月                                 | 9月                                 | 10月                                | 11月                                | 12月                                | 年                                  |
| ----------------------------------- | ----------------------------------- | ----------------------------------- | ----------------------------------- | ----------------------------------- | ----------------------------------- | ----------------------------------- | ----------------------------------- | ----------------------------------- | ----------------------------------- | ----------------------------------- | ----------------------------------- | ----------------------------------- | ----------------------------------- |
| 最高気温記録 °C （°F）              | 10.6 (51.1)                         | 20.2 (68.4)                         | 23.9 (75)                           | 30.0 (86)                           | 32.5 (90.5)                         | 34.1 (93.4)                         | 37.4 (99.3)                         | 38.9 (102)                          | 37.9 (100.2)                        | 28.6 (83.5)                         | 23.9 (75)                           | 16.0 (60.8)                         | 38.9 (102)                          |
| 平均最高気温 °C （°F）              | 1.7 (35.1)                          | 2.9 (37.2)                          | 7.1 (44.8)                          | 14.3 (57.7)                         | 20.2 (68.4)                         | 24.4 (75.9)                         | 27.5 (81.5)                         | 29.0 (84.2)                         | 24.9 (76.8)                         | 18.2 (64.8)                         | 10.9 (51.6)                         | 4.2 (39.6)                          | 15.5 (59.9)                         |
| 日平均気温 °C （°F）                | −1.5 (29.3)                         | −0.9 (30.4)                         | 2.3 (36.1)                          | 8.2 (46.8)                          | 14.2 (57.6)                         | 18.8 (65.8)                         | 22.6 (72.7)                         | 23.7 (74.7)                         | 19.1 (66.4)                         | 12.2 (54)                           | 6.0 (42.8)                          | 0.8 (33.4)                          | 10.5 (50.9)                         |
| 平均最低気温 °C （°F）              | −4.7 (23.5)                         | −4.7 (23.5)                         | −2.1 (28.2)                         | 2.5 (36.5)                          | 8.7 (47.7)                          | 14.0 (57.2)                         | 18.7 (65.7)                         | 19.4 (66.9)                         | 14.6 (58.3)                         | 7.4 (45.3)                          | 1.8 (35.2)                          | −2.2 (28)                           | 6.1 (43)                            |
| 最低気温記録 °C （°F）              | −17.6 (0.3)                         | −17.8 (0)                           | −15.3 (4.5)                         | −9.2 (15.4)                         | −1.9 (28.6)                         | 4.9 (40.8)                          | 6.7 (44.1)                          | 9.8 (49.6)                          | 3.0 (37.4)                          | −1.7 (28.9)                         | −8.8 (16.2)                         | −14.5 (5.9)                         | −17.8 (0)                           |
| 降水量 mm （inch）                  | 116.7 (4.594)                       | 92.4 (3.638)                        | 97.0 (3.819)                        | 103.4 (4.071)                       | 116.3 (4.579)                       | 119.8 (4.717)                       | 214.7 (8.453)                       | 198.1 (7.799)                       | 164.7 (6.484)                       | 162.7 (6.406)                       | 167.8 (6.606)                       | 151.4 (5.961)                       | 1,704.7 (67.114)                    |
| 降雪量 cm （inch）                  | 183 (72)                            | 145 (57.1)                          | 68 (26.8)                           | 1 (0.4)                             | 0 (0)                               | 0 (0)                               | 0 (0)                               | 0 (0)                               | 0 (0)                               | 0 (0)                               | 8 (3.1)                             | 113 (44.5)                          | 514 (202.4)                         |
| 平均降水日数 （≥1.0mm）             | 21.7                                | 17.7                                | 15.7                                | 12.5                                | 12.0                                | 10.3                                | 13.0                                | 11.4                                | 12.3                                | 14.9                                | 17.6                                | 21.6                                | 180.5                               |
| 平均月間日照時間                    | 49.1                                | 74.0                                | 123.6                               | 171.3                               | 184.1                               | 176.9                               | 149.4                               | 180.0                               | 149.9                               | 132.3                               | 88.9                                | 47.4                                | 1,528.2                             |
| 出典1：気象庁（統計期間1991〜2020） |                                     |                                     |                                     |                                     |                                     |                                     |                                     |                                     |                                     |                                     |                                     |                                     |                                     |
| 出典2：気象庁                       |                                     |                                     |                                     |                                     |                                     |                                     |                                     |                                     |                                     |                                     |                                     |                                     |                                     |

| 阿仁合（北秋田市阿仁水無） 標高 120mの気候 | 阿仁合（北秋田市阿仁水無） 標高 120mの気候 | 阿仁合（北秋田市阿仁水無） 標高 120mの気候 | 阿仁合（北秋田市阿仁水無） 標高 120mの気候 | 阿仁合（北秋田市阿仁水無） 標高 120mの気候 | 阿仁合（北秋田市阿仁水無） 標高 120mの気候 | 阿仁合（北秋田市阿仁水無） 標高 120mの気候 | 阿仁合（北秋田市阿仁水無） 標高 120mの気候 | 阿仁合（北秋田市阿仁水無） 標高 120mの気候 | 阿仁合（北秋田市阿仁水無） 標高 120mの気候 | 阿仁合（北秋田市阿仁水無） 標高 120mの気候 | 阿仁合（北秋田市阿仁水無） 標高 120mの気候 | 阿仁合（北秋田市阿仁水無） 標高 120mの気候 | 阿仁合（北秋田市阿仁水無） 標高 120mの気候 |
| 月                                         | 1月                                        | 2月                                        | 3月                                        | 4月                                        | 5月                                        | 6月                                        | 7月                                        | 8月                                        | 9月                                        | 10月                                       | 11月                                       | 12月                                       | 年                                         |
| ------------------------------------------ | ------------------------------------------ | ------------------------------------------ | ------------------------------------------ | ------------------------------------------ | ------------------------------------------ | ------------------------------------------ | ------------------------------------------ | ------------------------------------------ | ------------------------------------------ | ------------------------------------------ | ------------------------------------------ | ------------------------------------------ | ------------------------------------------ |
| 最高気温記録 °C （°F）                     | 11.1 (52)                                  | 17.3 (63.1)                                | 21.1 (70)                                  | 28.8 (83.8)                                | 32.0 (89.6)                                | 33.3 (91.9)                                | 36.3 (97.3)                                | 37.1 (98.8)                                | 34.3 (93.7)                                | 27.4 (81.3)                                | 24.3 (75.7)                                | 18.2 (64.8)                                | 37.1 (98.8)                                |
| 平均最高気温 °C （°F）                     | 1.0 (33.8)                                 | 2.1 (35.8)                                 | 6.0 (42.8)                                 | 13.5 (56.3)                                | 20.2 (68.4)                                | 24.2 (75.6)                                | 27.4 (81.3)                                | 28.7 (83.7)                                | 24.3 (75.7)                                | 17.6 (63.7)                                | 10.6 (51.1)                                | 3.6 (38.5)                                 | 14.9 (58.8)                                |
| 日平均気温 °C （°F）                       | −2.0 (28.4)                                | −1.6 (29.1)                                | 1.4 (34.5)                                 | 7.4 (45.3)                                 | 13.9 (57)                                  | 18.3 (64.9)                                | 22.1 (71.8)                                | 23.1 (73.6)                                | 18.6 (65.5)                                | 11.8 (53.2)                                | 5.6 (42.1)                                 | 0.3 (32.5)                                 | 9.9 (49.8)                                 |
| 平均最低気温 °C （°F）                     | −5.0 (23)                                  | −5.0 (23)                                  | −2.6 (27.3)                                | 1.8 (35.2)                                 | 8.0 (46.4)                                 | 13.1 (55.6)                                | 17.9 (64.2)                                | 18.7 (65.7)                                | 14.2 (57.6)                                | 7.3 (45.1)                                 | 1.7 (35.1)                                 | −2.5 (27.5)                                | 5.6 (42.1)                                 |
| 最低気温記録 °C （°F）                     | −16.4 (2.5)                                | −17.2 (1)                                  | −15.8 (3.6)                                | −8.5 (16.7)                                | −1.3 (29.7)                                | 5.2 (41.4)                                 | 9.5 (49.1)                                 | 9.8 (49.6)                                 | 3.2 (37.8)                                 | −0.7 (30.7)                                | −7.8 (18)                                  | −12.6 (9.3)                                | −17.2 (1)                                  |
| 降水量 mm （inch）                         | 164.3 (6.469)                              | 125.0 (4.921)                              | 132.0 (5.197)                              | 131.8 (5.189)                              | 133.9 (5.272)                              | 136.6 (5.378)                              | 233.8 (9.205)                              | 240.0 (9.449)                              | 193.9 (7.634)                              | 191.2 (7.528)                              | 218.0 (8.583)                              | 199.3 (7.846)                              | 2,099.7 (82.665)                           |
| 降雪量 cm （inch）                         | 259 (102)                                  | 198 (78)                                   | 127 (50)                                   | 13 (5.1)                                   | 0 (0)                                      | 0 (0)                                      | 0 (0)                                      | 0 (0)                                      | 0 (0)                                      | 0 (0)                                      | 21 (8.3)                                   | 170 (66.9)                                 | 778 (306.3)                                |
| 平均月間日照時間                           | 31.6                                       | 52.8                                       | 97.8                                       | 156.6                                      | 188.3                                      | 180.9                                      | 150.4                                      | 171.5                                      | 146.7                                      | 124.7                                      | 75.3                                       | 40.0                                       | 1,422.9                                    |
| 出典：気象庁（統計期間1991〜2020）         |                                            |                                            |                                            |                                            |                                            |                                            |                                            |                                            |                                            |                                            |                                            |                                            |                                            |

## 人口
| |                                          |  |
| 北秋田市と全国の年齢別人口分布（2005年） | 北秋田市の年齢・男女別人口分布（2005年） |  |
| ■紫色 ― 北秋田市 ■緑色 ― 日本全国 | ■青色 ― 男性 ■赤色 ― 女性                |  |
| 北秋田市（に相当する地域）の人口の推移 \| 1970年（昭和45年） \| 55,601人 \| \| \| 1975年（昭和50年） \| 52,502人 \| \| \| 1980年（昭和55年） \| 51,210人 \| \| \| 1985年（昭和60年） \| 49,356人 \| \| \| 1990年（平成2年） \| 46,660人 \| \| \| 1995年（平成7年） \| 44,794人 \| \| \| 2000年（平成12年） \| 42,050人 \| \| \| 2005年（平成17年） \| 40,049人 \| \| \| 2010年（平成22年） \| 36,387人 \| \| \| 2015年（平成27年） \| 33,224人 \| \| \| 2020年（令和2年） \| 30,198人 \| \| |                                          |  |
| 総務省統計局 国勢調査より |                                          |  |
| 1970年（昭和45年） | 55,601人                                 |  |
| 1975年（昭和50年） | 52,502人                                 |  |
| 1980年（昭和55年） | 51,210人                                 |  |
| 1985年（昭和60年） | 49,356人                                 |  |
| 1990年（平成2年） | 46,660人                                 |  |
| 1995年（平成7年） | 44,794人                                 |  |
| 2000年（平成12年） | 42,050人                                 |  |
| 2005年（平成17年） | 40,049人                                 |  |
| 2010年（平成22年） | 36,387人                                 |  |
| 2015年（平成27年） | 33,224人                                 |  |
| 2020年（令和2年） | 30,198人                                 |  |

## 行政

### 市長
津谷永光 - 5期目 2009年（平成21年）4月17日就任
- 歴代市長
  - 佐藤修助 - 市長職務執行者（旧合川町長）
  - 岸部陞- 初代（旧鷹巣町長）2005年（平成17年）4月17日就任 - 2009年（平成21年）4月16日退任

### 庁舎
- 本庁舎（北秋田市花園町19-1）
- 第二庁舎（北秋田市花園町15-1） - 産業部・教育委員会事務局
- 宮前町庁舎（北秋田市宮前町4-15） - 財務部（市税係・収納係）・水道局
- 合川庁舎（北秋田市新田目字大野82-2） - 総合窓口センター
- 森吉庁舎（北秋田市米内沢字七曲23） - 総合窓口センター・建設部
  - 前田出張所（北秋田市阿仁前田字下川端167-1）
- 阿仁庁舎（北秋田市阿仁銀山字下新町41-1） - 総合窓口センター
  - 大阿仁出張所（北秋田市阿仁幸屋渡山根22-4）

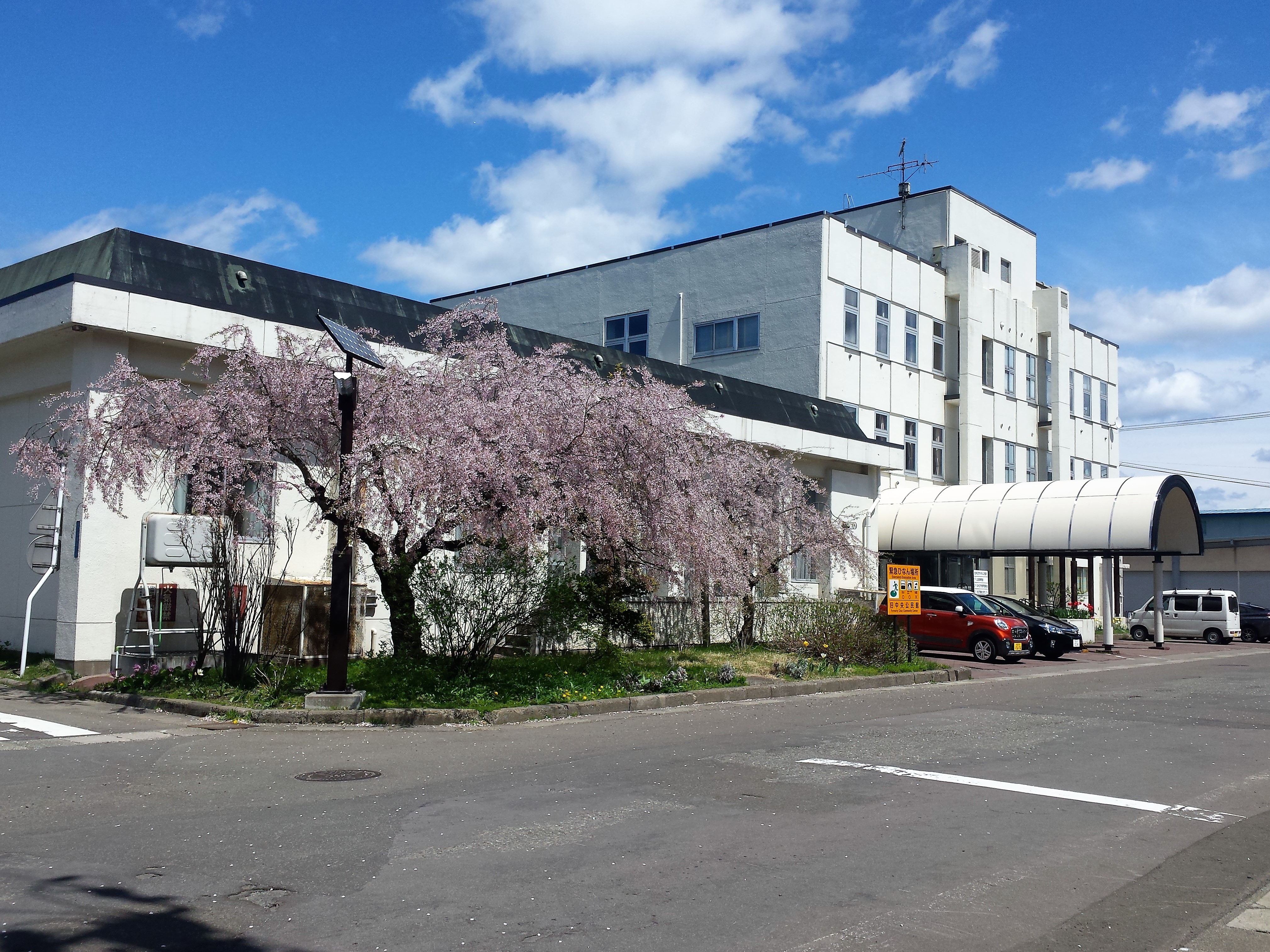
第二庁舎（旧中央公民館）
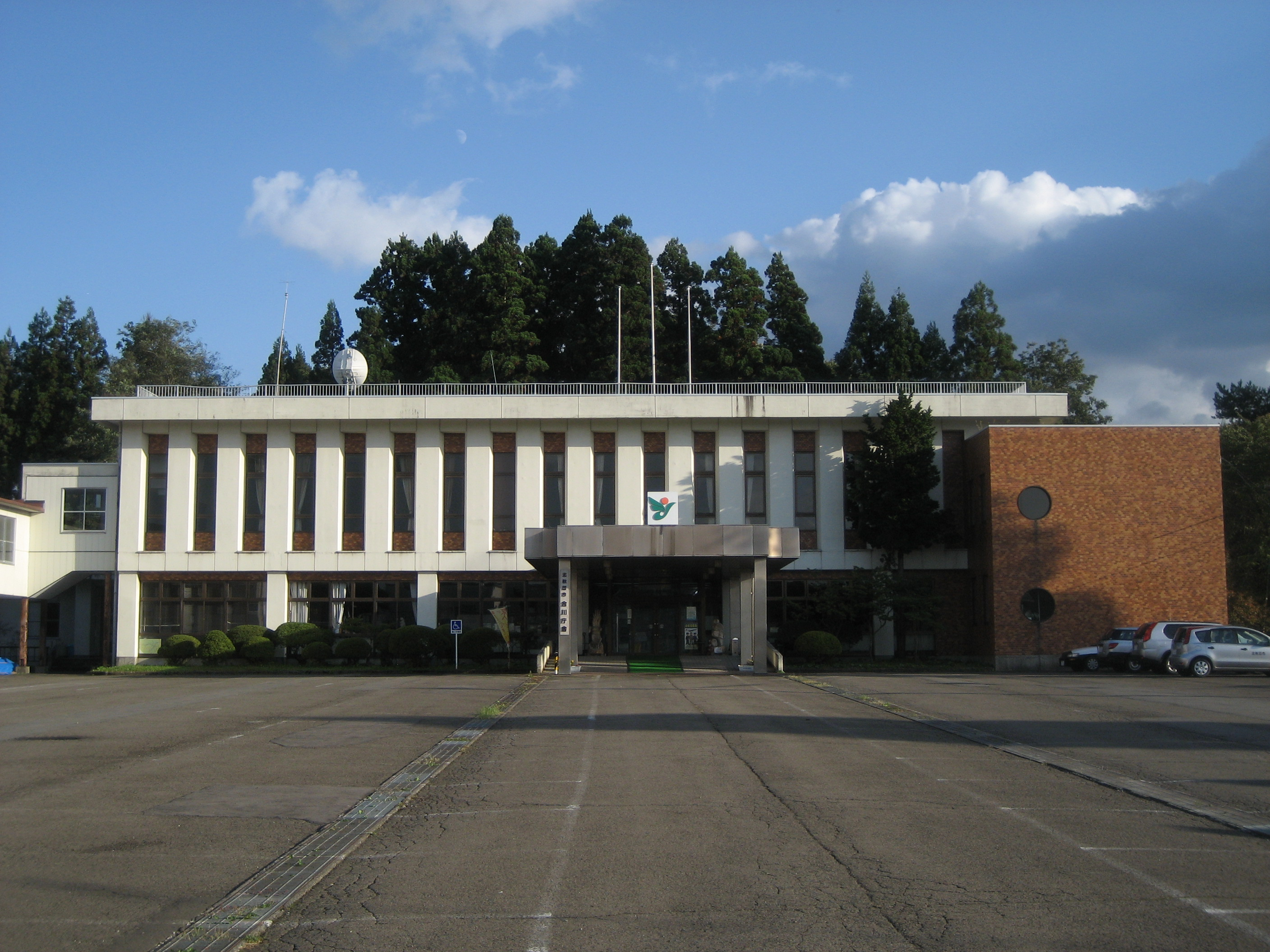
合川庁舎 (旧合川町役場)
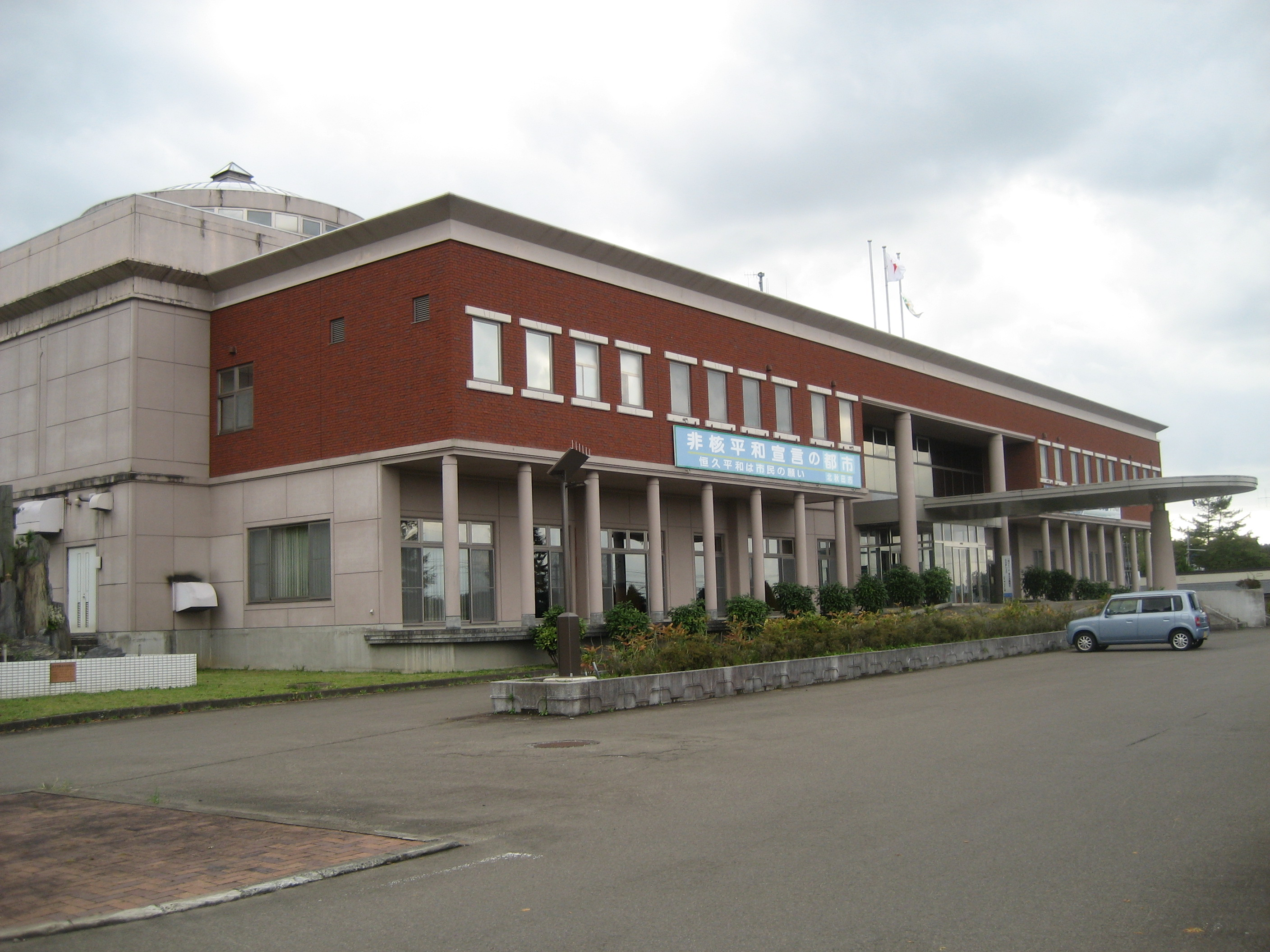
森吉庁舎 (旧森吉町役場)
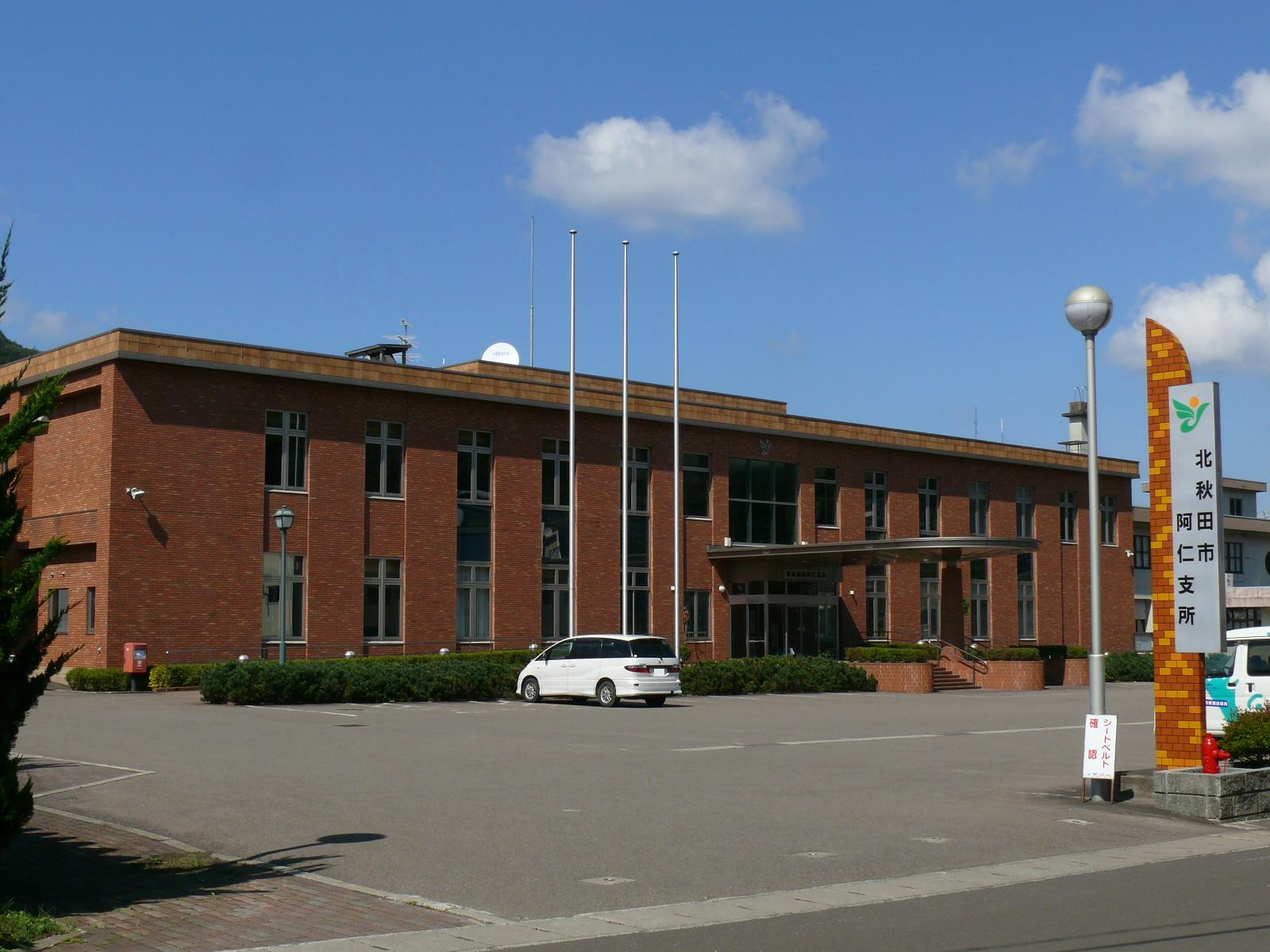
阿仁庁舎 (旧阿仁町役場)

### 特別地方公共団体
一部事務組合
- 北秋田市上小阿仁村生活環境施設組合（火葬場、廃棄物最終処分場） - 北秋田市・上小阿仁村

財産区
- 綴子
- 坊沢
- 栄
- 七座
- 沢口
- 七日市

- 米内沢
- 前田
- 阿仁合
- 大阿仁

### 国の機関
厚生労働省
- 秋田労働局

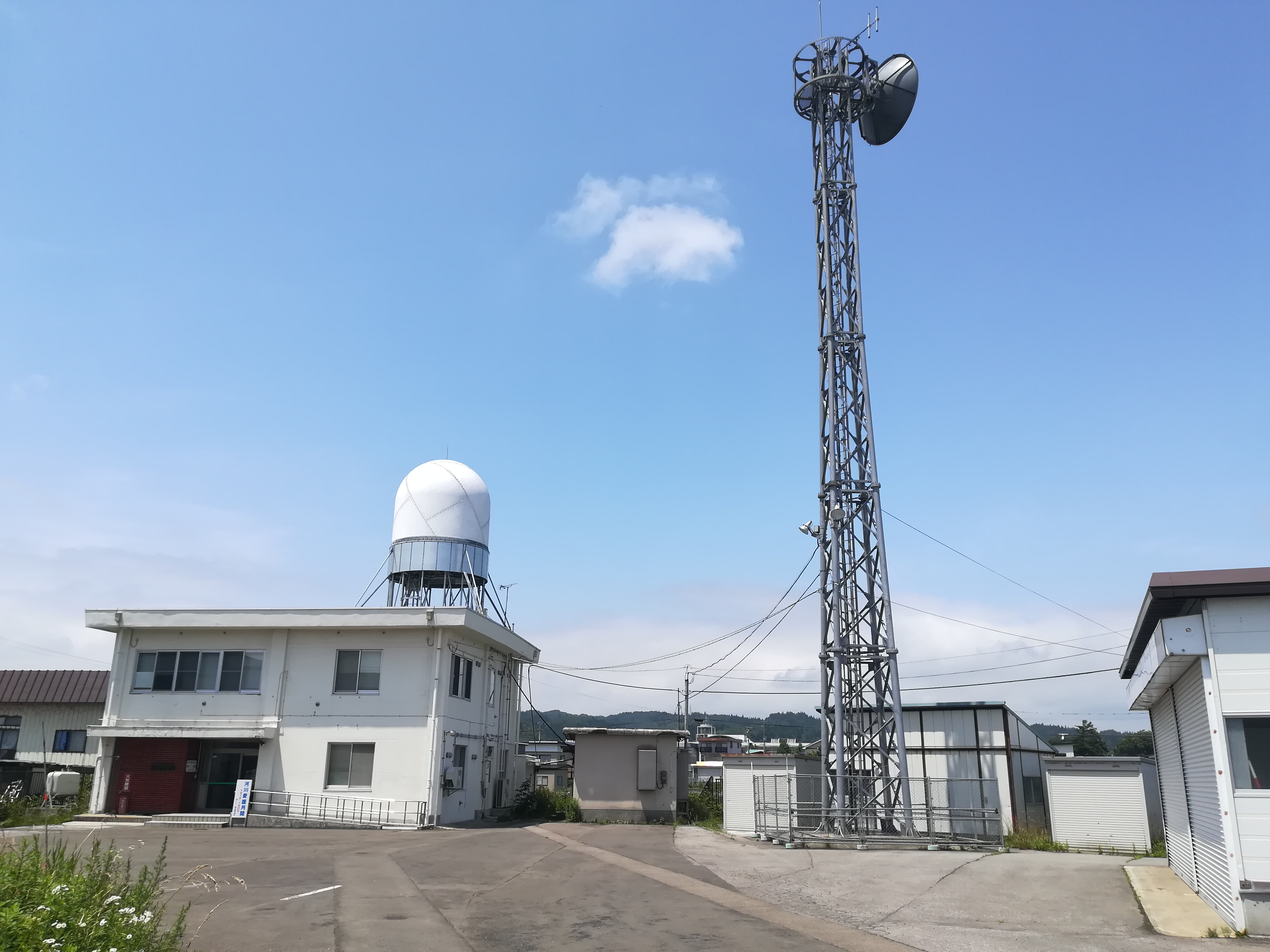
XバンドMPレーダー雨量計が設置された
能代河川国道事務所鷹巣出張所

  - 大館公共職業安定所鷹巣出張所 - 北秋田市・上小阿仁村

国土交通省
- 東北地方整備局
  - 能代河川国道事務所鷹巣出張所
    - 米代川本川・支川小猿部川

  - 能代河川国道事務所森吉山ダム管理支所
    - 小又川・桐内沢川・森吉沢川・火ノ沢川・丹瀬沢川

気象庁
- 仙台管区気象台

大館能代航空気象観測所

  - 仙台航空測候所 - 大館能代航空気象観測所

環境省
- 東北地方環境事務所
  - 秋田自然保護官事務所 - 森吉山野生鳥獣センター

林野庁
- 東北森林管理局
  - 米代東部森林管理署 - 鷹巣森林事務所・七日市森林事務所

### 県の機関
- 農林水産部
  - 北部家畜保健衛生所
- 建設部
  - 大館能代空港管理事務所

北秋田地域振興局

- 北秋田地域振興局 - 北秋田市・大館市・上小阿仁村
- 教育庁
  - 北教育事務所

### 国や県の外郭団体
- 日本年金機構
  - 鷹巣年金事務所

鷹巣年金事務所

    - 北秋田市・能代市・大館市・鹿角市・鹿角郡・北秋田郡・山本郡（三種町を除く）
- 秋田県総合保健事業団
  - 県北健診センター

## 立法

### 市議会
- 定数 18人
- 議長
  - 初代 - 清水修智
  - 2代 - 吉岡興
  - 3代 - 佐藤吉次郎
  - 4代 - 松尾秀一
  - 5代 - 黒澤芳彦
  - 6代 - 堀部壽

### 選挙区
- 衆議院小選挙区制 - 秋田県第2区
- 衆議院比例代表制 - 比例東北ブロック
- 参議院 - 秋田県選挙区
- 秋田県議会 - 北秋田市・北秋田郡選挙区

## 友好都市・提携都市・交流都市

### 友好都市
国内
- 東京都国立市
  - 2018年（平成30年）10月18日 友好交流都市協定締結
  - 2015年（平成27年）11月18日 災害時相互応援協定締結

海外
- 中華人民共和国遼寧省鳳城市
  - 1997年（平成9年）9月11日 友好都市提携（旧森吉町）

### 地域間交流
- 国際樹氷サミット - 日本を代表する三大樹氷形成地（八甲田山・森吉山・蔵王連峰）

青森県青森市・山形県山形市
- 縄文都市連絡協議会

北海道洞爺湖町・北海道伊達市・北海道函館市・青森県青森市・秋田県大館市
秋田県鹿角市・秋田県秋田市・宮城県東松島市・福島県福島市・新潟県糸魚川市
富山県小矢部市（災害時相互援助協定締結）・福井県若狭町・長野県塩尻市・岐阜県恵那市・鹿児島県霧島市

## 地域

### 警察

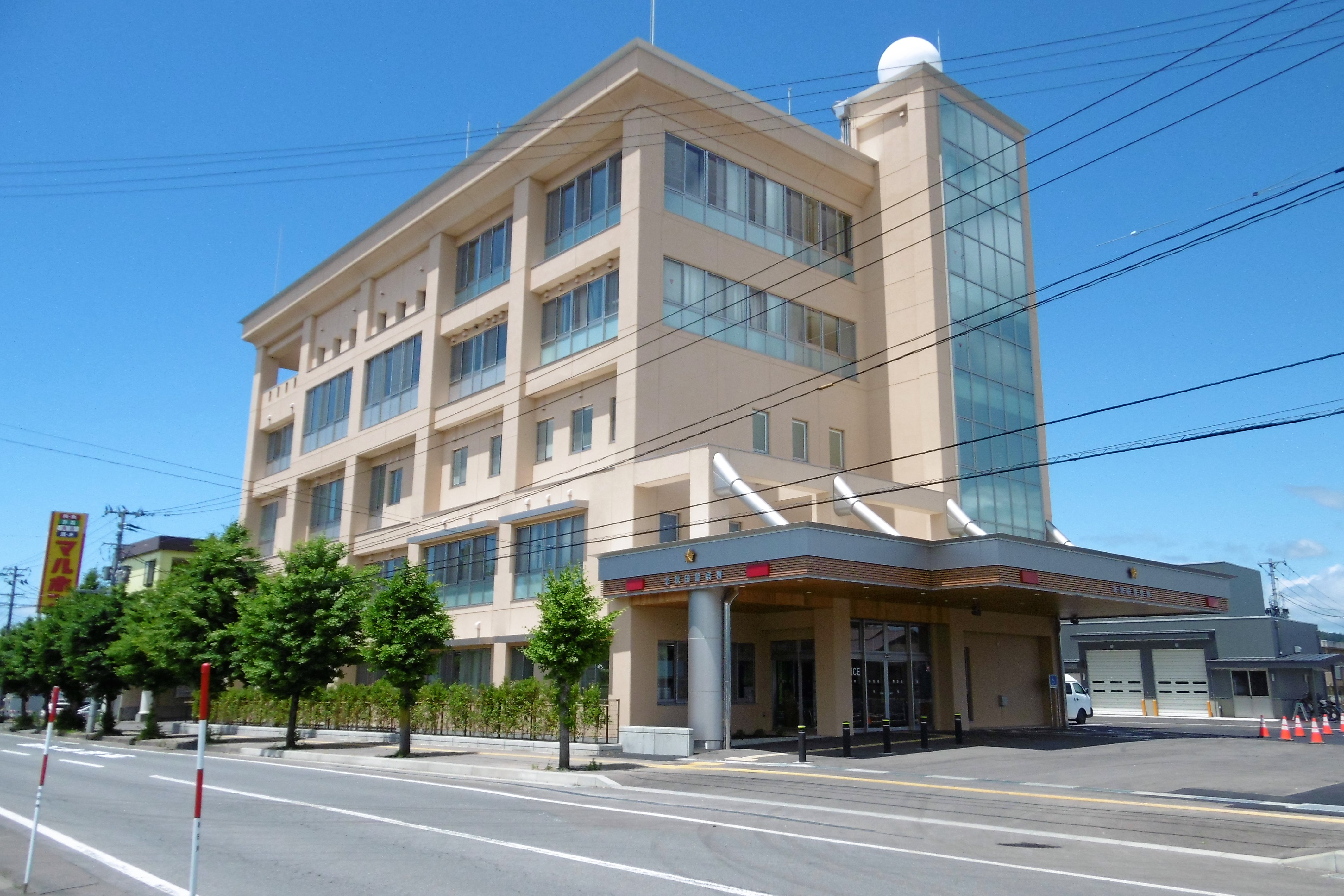
北秋田警察署

- 秋田県警察北秋田警察署
  - 森吉幹部交番
  - 合川駐在所
  - 綴子駐在所
  - 鷹巣西駐在所
  - 鷹巣南駐在所
  - 前田駐在所
  - 阿仁駐在所
  - 幸屋渡駐在所
  - 大館能代空港警備派出所

### 消防

北秋田市消防本部

- 北秋田市消防本部
  - 北秋田市消防署
    - 西統合分署
    - 阿仁分署

### 教育

#### 大学
- 秋田大学北秋田分校 - 秋田大学と北秋田市が地域活性化を目的とした包括協定を締結[11]。

#### 高等学校

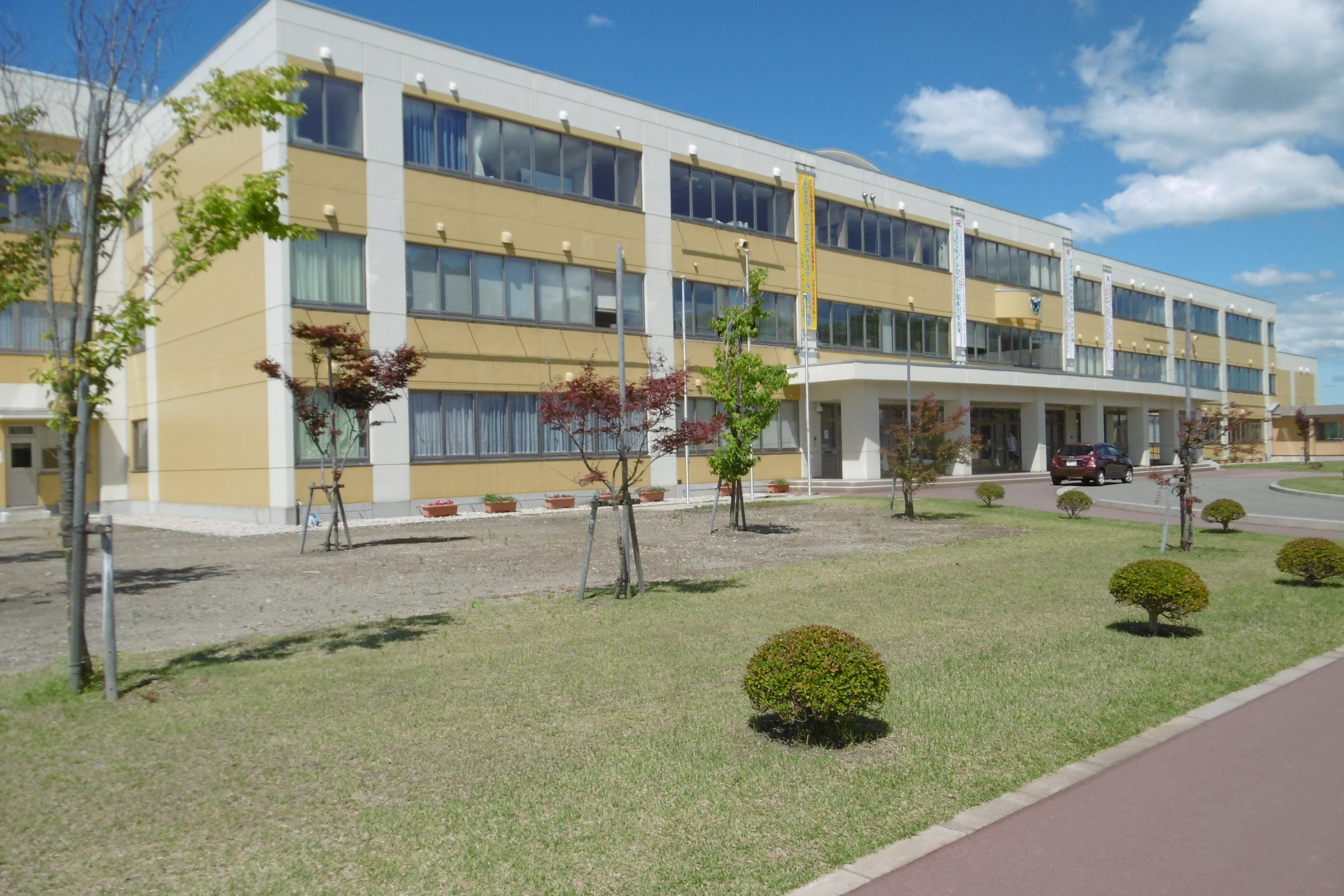
秋田北鷹高校

- 秋田県立秋田北鷹高等学校

#### 中学校
- 北秋田市立鷹巣中学校
- 北秋田市立合川中学校
- 北秋田市立森吉中学校

#### 小学校
- 北秋田市立綴子小学校
- 北秋田市立鷹巣小学校
- 北秋田市立鷹巣東小学校
- 北秋田市立清鷹小学校

- 北秋田市立合川小学校
- 北秋田市立米内沢小学校

#### 義務教育学校
- 北秋田市立義務教育学校阿仁学園

#### 特別支援学校
- 秋田県立比内支援学校たかのす校

#### その他
- 各種学校
  - 県北自動車学校
- 職業能力開発校
  - 秋田県立鷹巣技術専門校（テクノスクール鷹巣）

### 福祉
認可保育所
- 公立
  - 北秋田市立米内沢保育園
  - 北秋田市立前田保育園
  - 北秋田市立阿仁合保育園
  - 北秋田市立大阿仁保育園

- 私立
  - 綴子保育園
  - 鷹巣東保育園
  - 鷹巣中央保育園
  - 南鷹巣保育園（地域子育て支援センターあり）
  - 七日市保育園

認定こども園
- 幼保連携型
  - しゃろーむ（地域子育て支援センターあり）
  - あいかわ保育園

子育て支援施設
- 子育てサポートハウス わんぱぁく
- 障がい児通園施設 もろびこども園
- 児童養護施設 陽清学園

介護老人福祉施設（特別養護老人ホーム）
- 私立
  - 青山荘
  - 永楽苑
  - 森泉荘
  - 山水荘
  - つむぎの彩

介護老人保健施設
- 私立
  - ケアタウンたかのす
  - もりよし荘

### 公的医療機関

北秋田市民病院
市内の北秋中央病院・米内沢総合病院・阿仁病院の3病院の機能を再編統合し2010年（平成22年）4月1日、旧合川町の北欧の杜公園隣接地に、公設民営で開院し、JA秋田厚生連が指定管理者になった。
前身は旧鷹巣町の花園町にあった「北秋中央病院」で、同年3月31日に閉院した。
病床数は、一般病床：224床・精神病床：40床・感染症病床：4床・結核病床：4床・療養病床：48床。
北秋田市国民健康保険合川診療所
旧合川町の李岱に立地。
北秋田市立米内沢診療所
前身は旧森吉町の米内沢にあった北秋田市上小阿仁村病院組合が運営の「公立米内沢総合病院」で、2011年（平成23年）３月末で病院組合を解散した。民営化出来なかったため同年4月1日、無床の市立診療所を新たに設置し、入院病棟を北秋田市民病院へ移管した。
北秋田市立阿仁診療所
前身は、旧阿仁町の銀山にあった「北秋田市立阿仁病院」で、2009年（平成21年）10月から診療所に移行した。

### 郵便
太字は集配局・( )内の数字は取扱局番号
- 鷹巣郵便局（86006）- ゆうゆう窓口設置局

- 阿仁合郵便局（86005）
- 米内沢郵便局（86032）
- 前田郵便局（86046）
- 合川郵便局（86059）
- 比立内郵便局（86083）

- 七日市郵便局（86073）
- 下大野郵便局（86154）
- 綴子郵便局（86161）
- 下小阿仁郵便局（86172）
- 李岱郵便局（86197）
- 荒瀬郵便局（86205）
- 浦田郵便局（86214）
- 坊沢郵便局（86245）
- イオンタウン鷹巣郵便局（86297）

- 沢口簡易郵便局（86704）
- 上杉簡易郵便局（86722）
- 竜森簡易郵便局（86738）
- 南鷹巣簡易郵便局（86754）
- 五味堀簡易郵便局（86763）
- 米内沢駅前簡易郵便局（86764）
- 新田中簡易郵便局（86822）
- 森吉簡易郵便局（86833）

### 通信
電話
- 市外局番[0186] - 市内局番：60〜89を使用[12]

280MHz 防災ラジオ（戸別受信機）
北秋田市では、AM・FMラジオとしても利用でき、緊急放送の場合自動的に電源が入る防災ラジオを無償貸与している
- 緊急放送 - Jアラートによる国からの情報や避難に関する市からの情報など
- 一般放送 - 時報や有害鳥獣情報などの市からのお知らせ

インターネット
- 秋田くまげらインターネット協議会

テレビ中継局
- 鷹巣テレビ中継局
- 北秋田市内テレビ中継局

### 金融
統一金融機関コード・支店コード順。
- 秋田銀行（指定金融機関）
  - 鷹巣支店・阿仁合支店（鷹巣支店内）- 花園町
- 北都銀行
  - 鷹巣支店・合川支店（鷹巣支店内）・米内沢支店（鷹巣支店内）- 栄字前綱
- 秋田県信用組合
  - 鷹巣支店 - 住吉町
  - 森吉支店 - 米内沢字薬師下
  - 合川支店 - 新田目字大野
- 秋田たかのす農業協同組合
  - 本店 - 大町
  - 合川支店 - 川井字鳥屋沢

### 新聞社
- 秋田魁新報社 鷹巣支局
- 北鹿新聞社 北秋田支局
- 秋北新聞社

## 経済

たかのすモール

イオンタウン鷹巣

主な産業は、稲作中心の農業、衣服・木材・電子部品などの製造業、医療・福祉。

### 工業団地
- 北秋田大野台工業団地
- 七日市工業団地
- 鶴田工業団地
- 長野岱工業団地
- 阿仁工業団地

### 大型商業施設
- たかのすモール（伊徳運営）
- イオンタウン鷹巣（イオンタウン運営）

### 本社・本店を置く主な企業
私企業
- 虹の街
- 秋田土建
- 秋田青木精機
- テーエムシー

- シード
- 大館北秋田森林組合
- 秋田たかのす農業協同組合

- ヤマハミュージッククラフト秋田（旧・桜庭木材、ヤマハグループ会社）
- 中央シリカ（中央化成グループ会社）
- 理研産業（リケン工業グループ会社）
- 新東北メタル（日立建機グループ会社）
- ニューロング技研（ニューロンググループ会社）

公私混合企業（第三セクター）
- 秋田内陸縦貫鉄道
- マタギの里観光開発

### 特産品
野菜・果物・魚介類
- ヤマノイモ・シシトウガラシ・マルメロ・アユなど

工芸品・鉱物資源
- 山刀・阿仁焼・秋田八丈・珪藻土・パーライト

地鶏・郷土菓子・郷土料理
- 比内地鶏・バター餅・なんこ鍋・さば寿司・きりたんぽ鍋（農山漁村の郷土料理百選）

## 交通

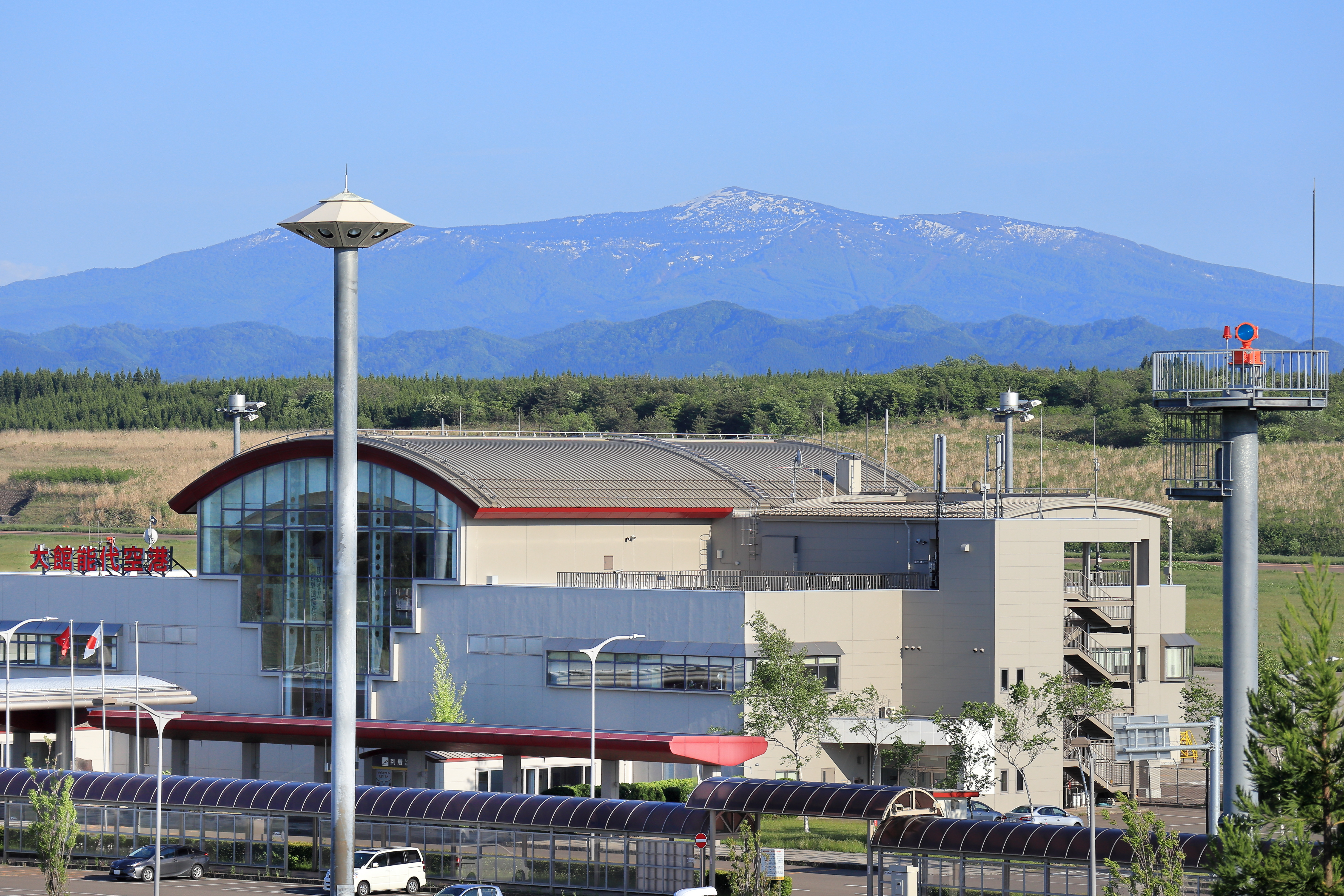
大館能代空港

近隣の能代市・大館市・鹿角市方面へは、国道7号・285号・秋田自動車道とJR奥羽本線が、仙北市角館方面へは、国道105号と秋田内陸線がある。県庁所在地の秋田市へは、特急列車で約1時間10分。東京方面へは、夜行バスと大館能代空港がある。また、４つのインターチェンジがある。

### 空港
- 大館能代空港
  - 全日本空輸（ANA）
    - 東京国際空港

### 鉄道
東日本旅客鉄道（JR東日本）
- 奥羽本線
  - 前山駅 - 鷹ノ巣駅 - 糠沢駅

秋田内陸縦貫鉄道
- 秋田内陸線
  - 鷹巣駅 - 西鷹巣駅 - 縄文小ヶ田駅 - 大野台駅 - 合川駅 - 上杉駅 - 米内沢駅 - 桂瀬駅 - 阿仁前田温泉駅 - 前田南駅 - 小渕駅 - 阿仁合駅  - 荒瀬駅 - 萱草駅 - 笑内駅 - 岩野目駅 - 比立内駅 - 奥阿仁駅 - 阿仁マタギ駅

中心となる駅：鷹ノ巣駅

### 道路
高速道路

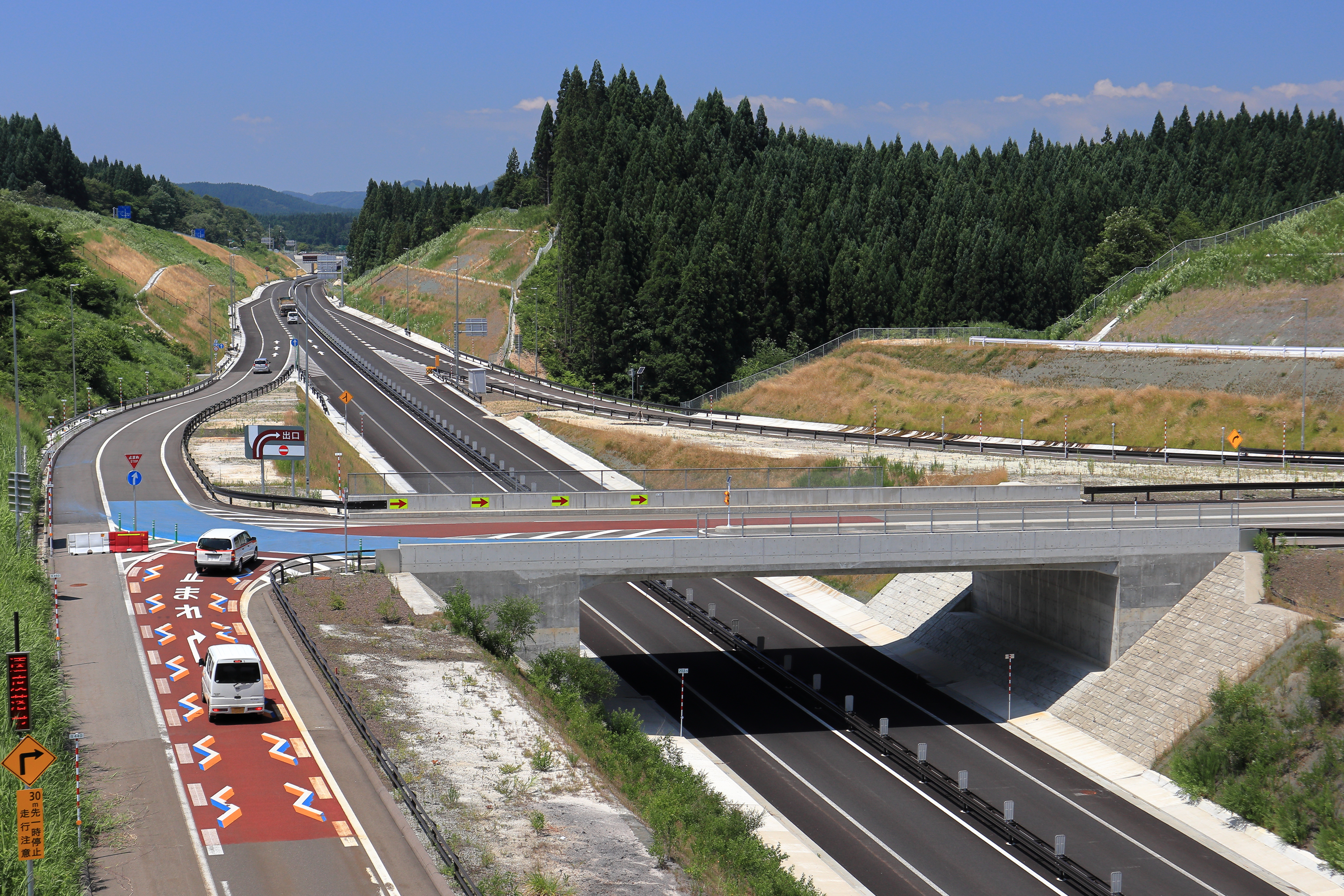
大館能代空港IC

- 日本海沿岸東北自動車道（E7 秋田自動車道）
  - 国道7号：鷹巣大館道路
    - (24) 鷹巣IC - 2016年（平成28年）10月22日開通
    - (23) 大館能代空港IC - 2018年（平成30年）3月21日開通

  - 国道7号：鷹巣西道路
    - (22) 伊勢堂岱IC - 2020年（令和2年）12月13日開通
    - (21) 蟹沢IC - 2020年（令和2年）12月13日開通

  - 国道7号：二ツ井今泉道路
    - 仮称 今泉IC - 2025年度（令和7年度）開通予定[13]

一般国道
- 国道7号
- 国道105号
- 国道285号

主要地方道
- 秋田県道3号二ツ井森吉線
- 秋田県道24号鷹巣川井堂川線

一般県道
- 秋田県道102号大館鷹巣線
- 秋田県道111号桂瀬笹館線
- 秋田県道146号桂瀬停車場線
- 秋田県道196号坊沢鷹巣線
- 秋田県道197号木戸石鷹巣線
- 秋田県道198号揚の下岩脇線
- 秋田県道200号矢坂糠沢線
- 秋田県道214号福館阿仁前田線
- 秋田県道308号河辺阿仁線
- 秋田県道309号比内森吉線
- 秋田県道324号大館能代空港東線
- 秋田県道325号大館能代空港西線

道の駅
- たかのす（国道7号）
- あに（国道105号）

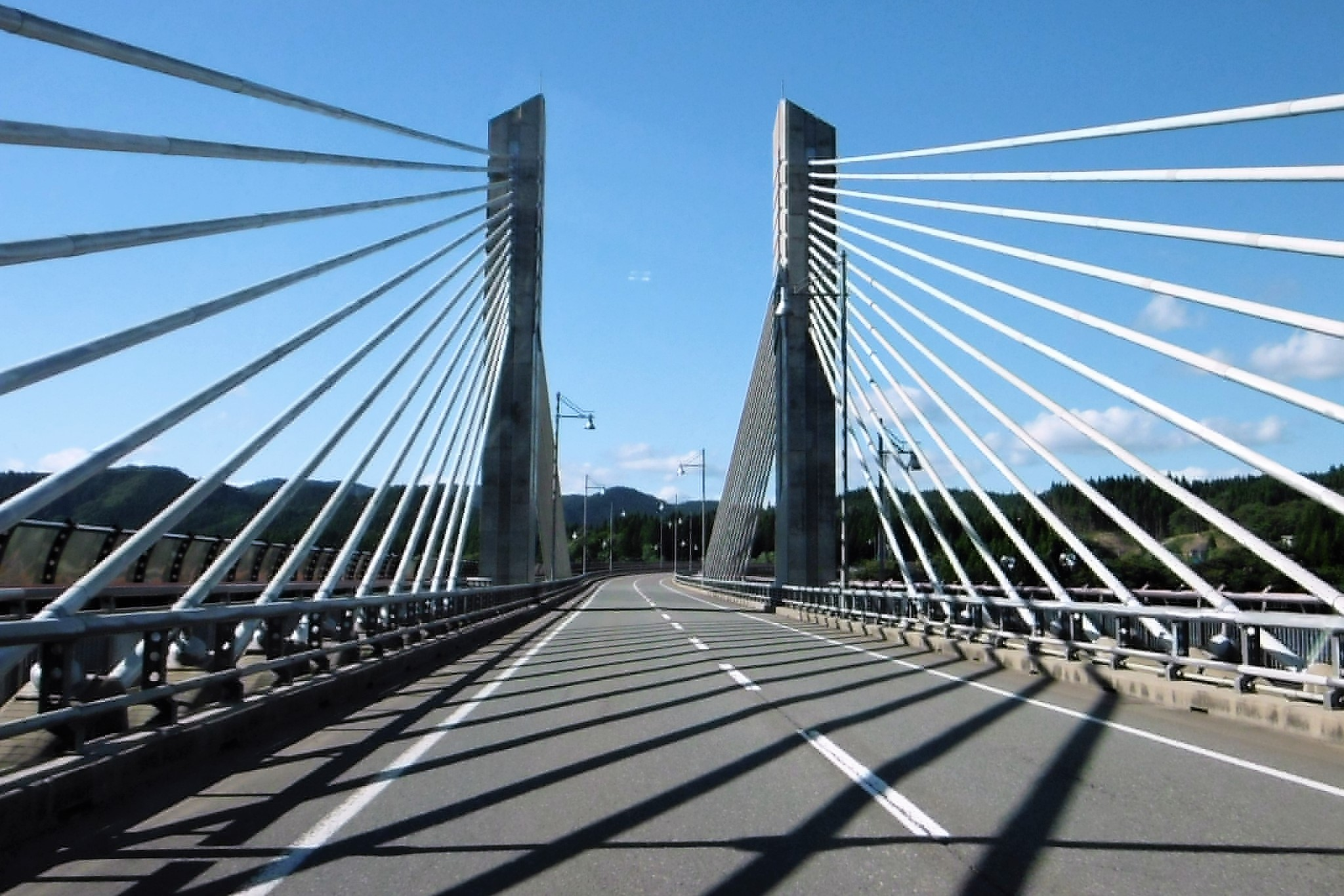
県道325号大館能代空港西線
翔鷹大橋

- 大館能代空港（秋田県道324号大館能代空港東線）

### バス
- 路線バス
  - 秋北バス：米内沢営業所

- リムジンバス 秋北タクシー
  - 主な停留所：いとく鷹巣SC前 - 鷹巣駅前 - 北秋田振興局前

- 市街地循環バス（イオンタウン鷹巣発着[14]）
  - 主な停留所：高野尻団地 - 北秋田市民ふれあいプラザ - 鷹巣体育館 - 縄文の湯 - 南鷹巣団地 - 宮前町団地

- 高速バス（ジュピター号）
  - 秋北バス：いとく鷹巣SC前 - 池袋

- 観光バス
  - あきた北観光バス

### タクシー
- たかのす・ひかりタクシー
- 丸宮タクシー
- 北鹿観光ハイヤー
- 米内沢タクシー
- 阿仁タクシー

乗合タクシー
- 森吉山周遊乗合タクシー[15]
  - 伊勢堂岱遺跡・大太鼓の館・森吉山阿仁スキー場・安の滝・鳥獣センター・こめつが山荘・太平湖・小又峡方面
- 大館能代空港乗合タクシー（愛☆のりくん）[16]
  - 十和田湖方面と八幡平・玉川温泉方面

## 施設

### 文化施設
公会堂
- 北秋田市文化会館（ファルコン）
  - 客席615席・図書館・資料展示室
- 北秋田市交流センター

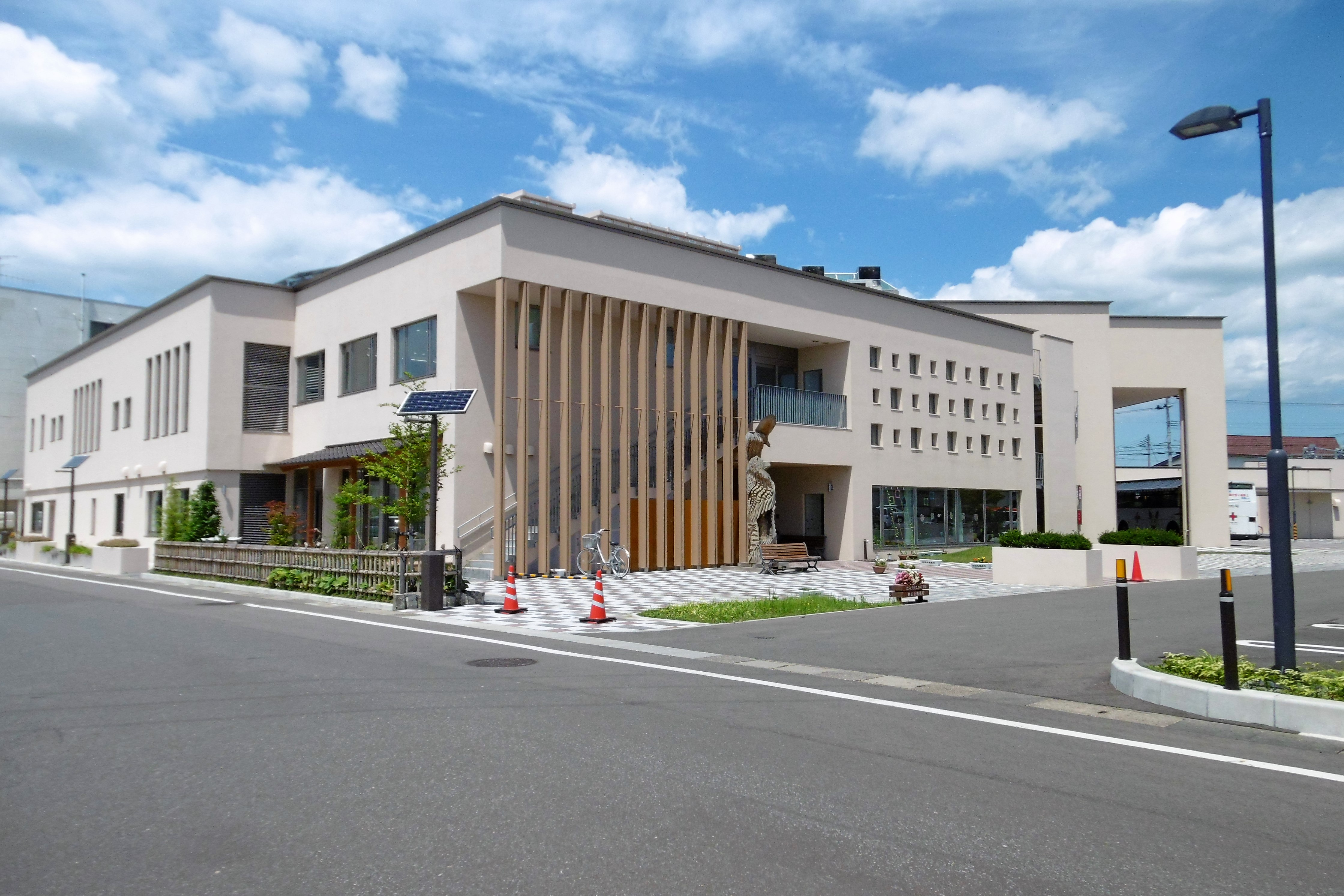
北秋田市民ふれあいプラザ
（コムコム）

  - 多目的ホール・展示交流ホール・資料閲覧室・研修室
- 北秋田市民ふれあいプラザ（コムコム）
  - 多目的ホール450席・子育て世代支援室・音楽スタジオ・カフェ・店舗スペース・バス待合室

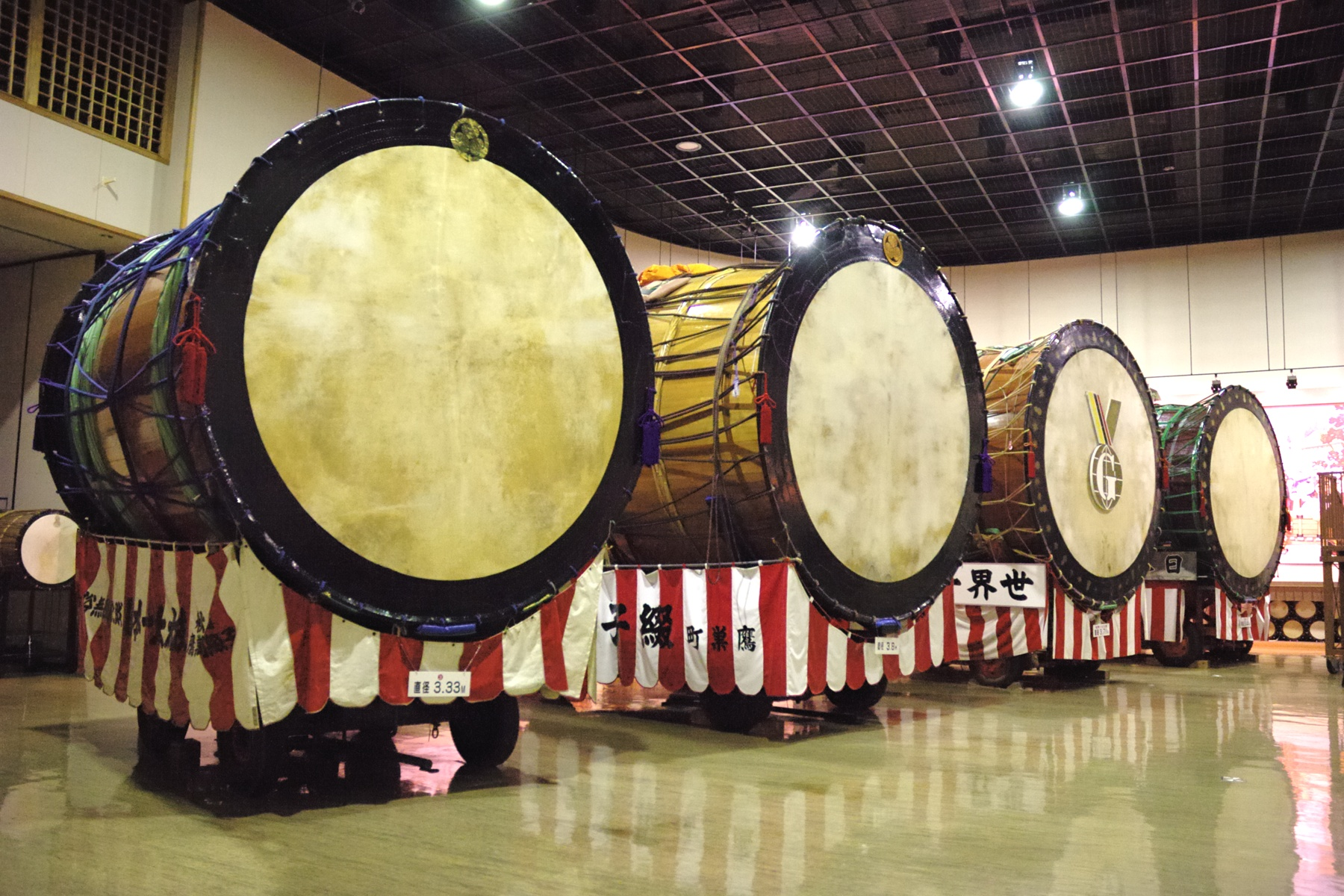
大太鼓の館に展示の 綴子大太鼓
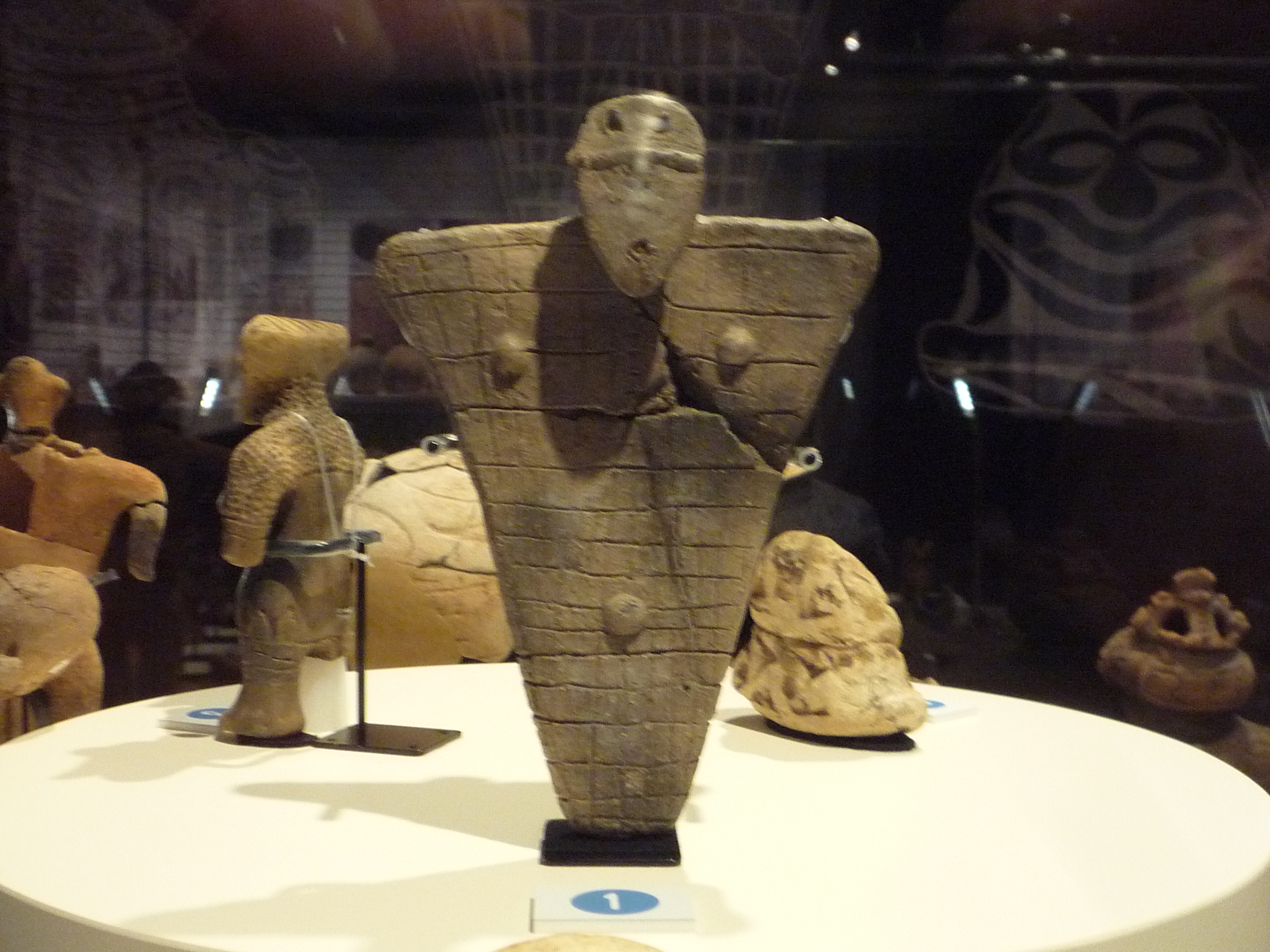
伊勢堂岱縄文館 板状土偶
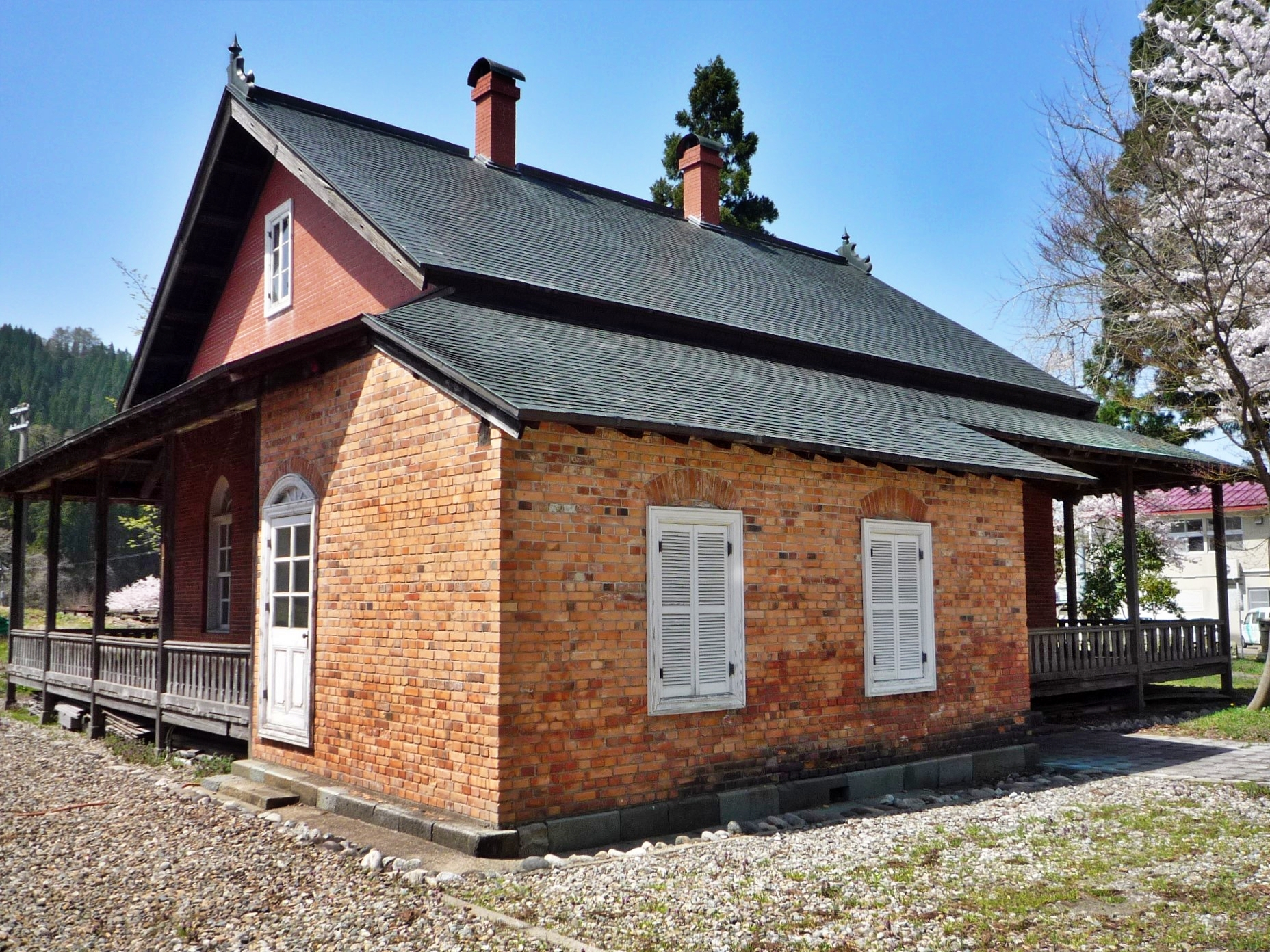
旧阿仁鉱山外国人官舎 （阿仁異人館）
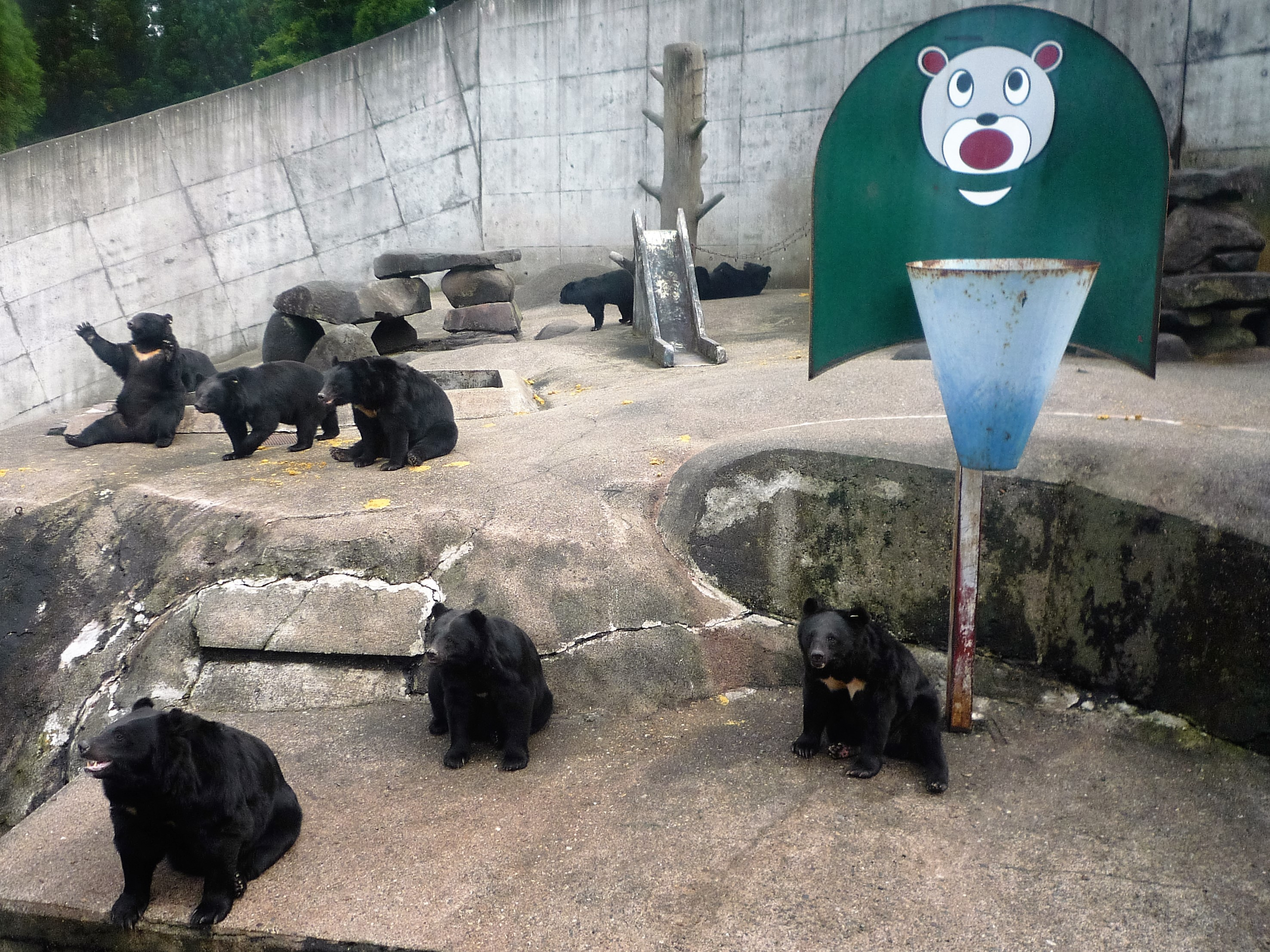
阿仁熊牧場の ツキノワグマ

公民館
- 綴子公民館
- 七座公民館
- 坊沢公民館
- 栄公民館
- 沢口公民館
- 七日市公民館
- 合川公民館
- 森吉公民館
- 阿仁公民館

図書館
- 鷹巣図書館
- 森吉図書館
- 合川公民館図書室
- 阿仁公民館図書室

博物館・資料館・動物園
- 大太鼓の館
- 伊勢堂岱縄文館 [17]
- 文化会館資料展示室
- みちのく子供風土記館
- 胡桃館遺跡埋蔵資料館
- 合川歴史民俗資料室
- 森吉山ビジターセンター（ぷらっと）[18]

- 浜辺の歌音楽館
- 森吉山ダム広報館
- 森吉山野生鳥獣センター
- ふるさとセンター（マタギ資料館）
- 旧阿仁鉱山外国人官舎（阿仁異人館）
- 阿仁郷土文化保存伝承館
- 阿仁熊牧場（くまくま園）

- 大太鼓の館に展示の
綴子大太鼓
- 伊勢堂岱縄文館 
板状土偶[注釈 2]
- 旧阿仁鉱山外国人官舎
（阿仁異人館）
- 阿仁熊牧場の
ツキノワグマ

### スポーツ施設
体育館
- 鷹巣体育館
- 北健康増進センター
- 合川体育館
- 森吉総合スポーツセンター
- 阿仁体育館

水泳場
- 北秋田市民プール

鷹巣陸上競技場

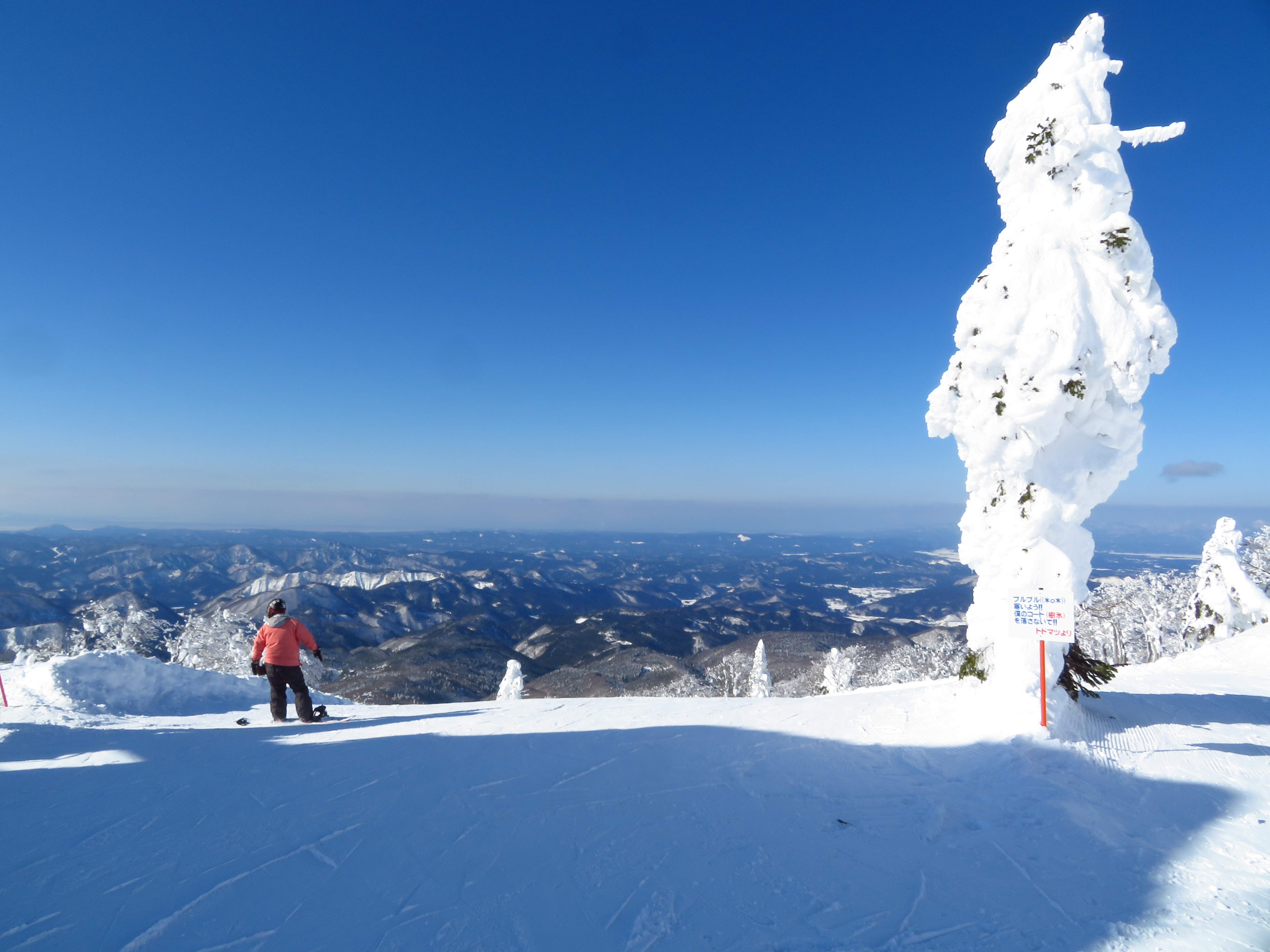
森吉山阿仁スキー場

薬師山スキー場

  - 屋内温水プール - 競泳用・歩行用・幼児用・潜水用（水深4m）
  - トレーニングルーム
- 合川プール（7月1日から8月31日まで）
  - 屋外プール - 競泳用・幼児用

陸上競技場
- 鷹巣陸上競技場

テニスコート
- 鷹巣中央公園テニスコート
- 北欧の杜公園テニスコート
- 大館能代空港周辺ふれあい緑地テニスコート

野球場・ソフトボール場
- 鷹巣北野球場
- 鷹巣中央公園野球場
- 米代川河川敷緑地（野球場・ソフトボール場）
- 合川野球場
- 森吉野球場

スキー場・クロスカントリーコース
- 市営森吉山阿仁スキー場
- 市営薬師山スキー場
- 市営湯口内スキー場
- 市営松森スキー場
- 米内沢スキー場
- 市営高津森クロスカントリーコース
- 大館能代空港周辺ふれあい緑地クロスカントリーコース

ゴルフ場
- 大野台ゴルフクラブ
- 秋田北クラシックゴルフクラブ

### 市営住宅
2024年4月現在、31か所に523戸の市営住宅がある。
※（　）内の数字は戸数
鷹巣地区（277）
- 南鷹巣団地（129）
- 胡桃館団地（28）
- 高野尻団地（40）

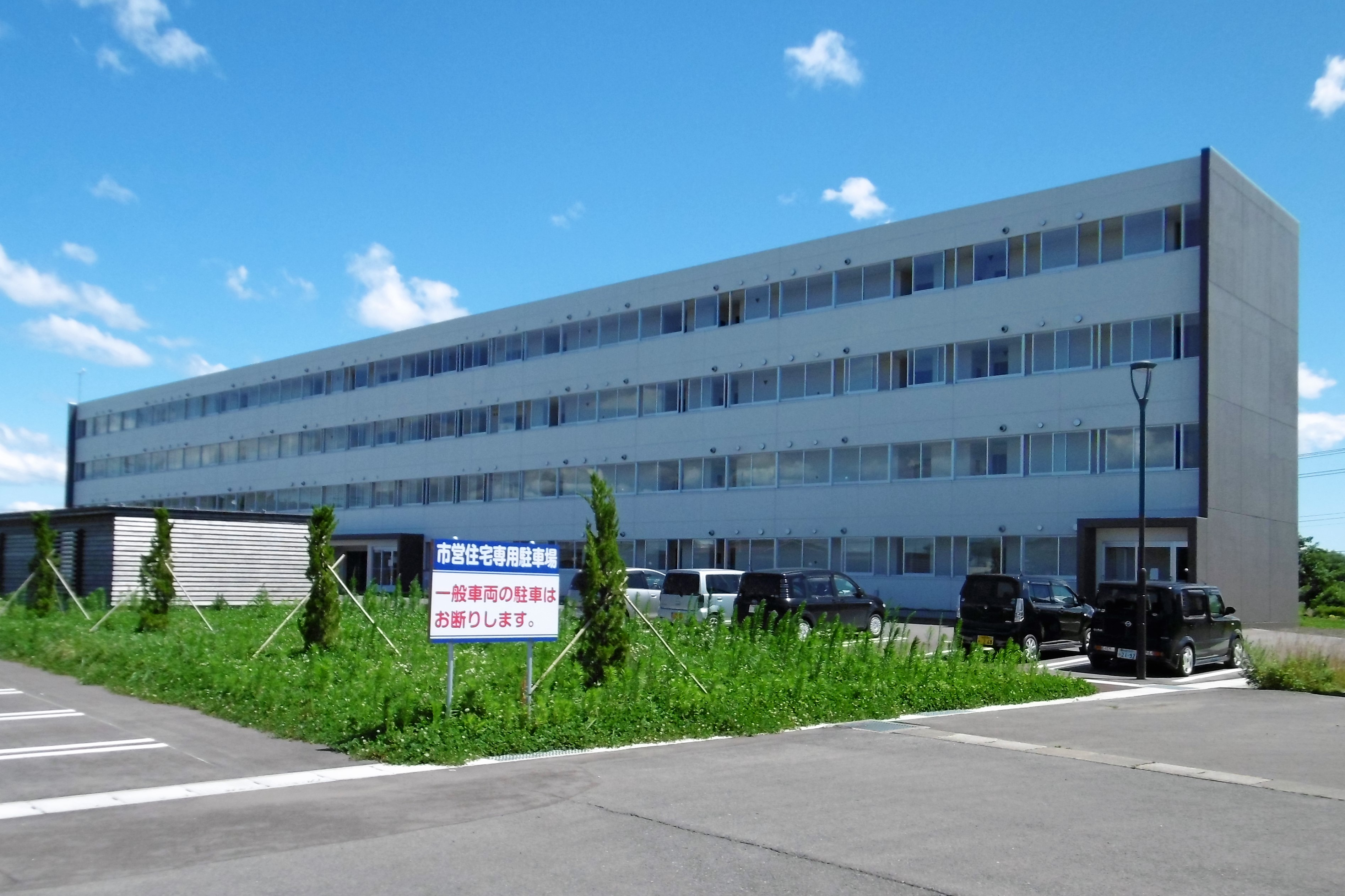
宮前町団地（40）
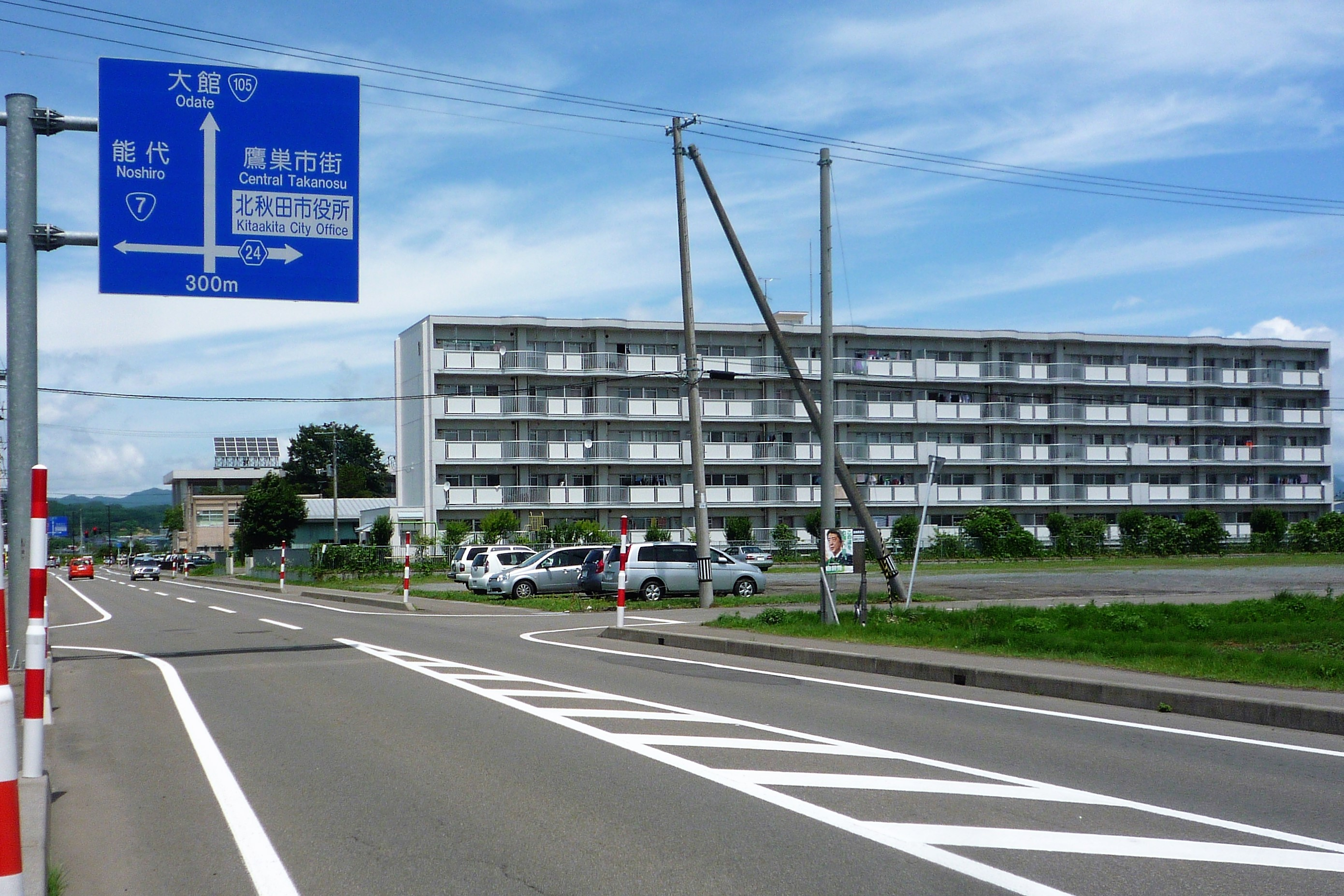
サンコーポラスなかたい住宅（40）

森吉地区（76）
- 長野岱団地（10）
- 松山町団地（6）
- 御嶽団地（10）
- 伊勢ノ森団地（10）・第２団地（4）
- 上野団地（6）・第２団地（4）
- 冷水岱団地（10）
- 陣場岱団地（3）・第２団地（4）

特定公共賃貸住宅
- 諏訪岱団地（4）
- 米内沢駅前団地（5）

合川地区（119）
- 鳥屋岱団地（20）
- 明田団地（17）
- 林岱団地（29）
- 松ヶ丘団地（15）
- 下杉団地（5）
- 田の沢団地（22）
- 上杉駅前団地（5）

特定公共賃貸住宅
- 上杉団地（6）

阿仁地区（51）
- 東裏団地（6）
- 比立内団地（10）
- 三両団地（4）
- 上岱団地（6）
- 上新町団地（10）
- 畑町団地（15）

- 宮前町団地
- サンコーポラス なかたい住宅

### 日帰り温泉・宿泊施設
- 伊勢堂岱温泉 縄文の湯 - 脇神
- クウィンス森吉 - 小又
- 森吉山温泉 小さな森の湯  - 森吉
- 打当温泉マタギの湯 （うっとうおんせん） - 阿仁打当

### 宿泊施設
- ホテル八木 - 材木町
- ホテルニュー松尾 - 住吉町
- 旅館 菅原館 - 旭町
- 丸留旅館 - 元町
- 阿仁の森ぶなホテル - 森吉
- SHARE HOSTEL 庭のとまり - 米内沢
- 妖精の森（コテージラウル） - 森吉

- 森吉山麓ゲストハウスORIYAMAKE - 根森田
- 民宿おだ - 根森田
- リバーサイド民宿 丸慶 - 根森田
- 民宿丸慶 別館 - 小又
- 松橋旅館 - 阿仁比立内
- リゾートホテル フッシュ - 阿仁鍵ノ滝
- 宮越旅館 - 阿仁銀山
- 旅館 千草 - 阿仁銀山

### 温泉施設
- 湯ノ岱温泉 - 小森
- 長寿の湯 - 小森
- 金沢温泉 - 上杉
- さざなみ温泉 - 川井

### キャンプ場
- 竜ケ森キャンプ場 - 七日市
- 妖精の森 コテージラウル - 森吉高原
- 北欧の杜公園オートキャンプ場 - 上杉
- 森のテラス - 桂瀬

## 名所・旧跡・観光・祭事・催事

### 百選等
- 水の郷百選 - 北秋田市
- 日本の滝百選 - 安の滝（第2位）
- 日本二百名山 - 森吉山
- にほんの里100選 - 阿仁根子
- 東北百名山 - 森吉山・竜ヶ森
- 新観光秋田30景 - 鷹巣中央公園・安の滝
- 観光秋田30景 - 小又峡・露熊山峡・鷹巣中央公園
- 東北の駅百選 - 阿仁前田温泉駅・阿仁合駅・阿仁マタギ駅

- 守りたい秋田の里地里山50 [20]
  - 阿仁小様（あにこざま）
  - 阿仁戸鳥内（あにととりない）
  - 前山（まえやま）
  - 上羽立（かみはだち）

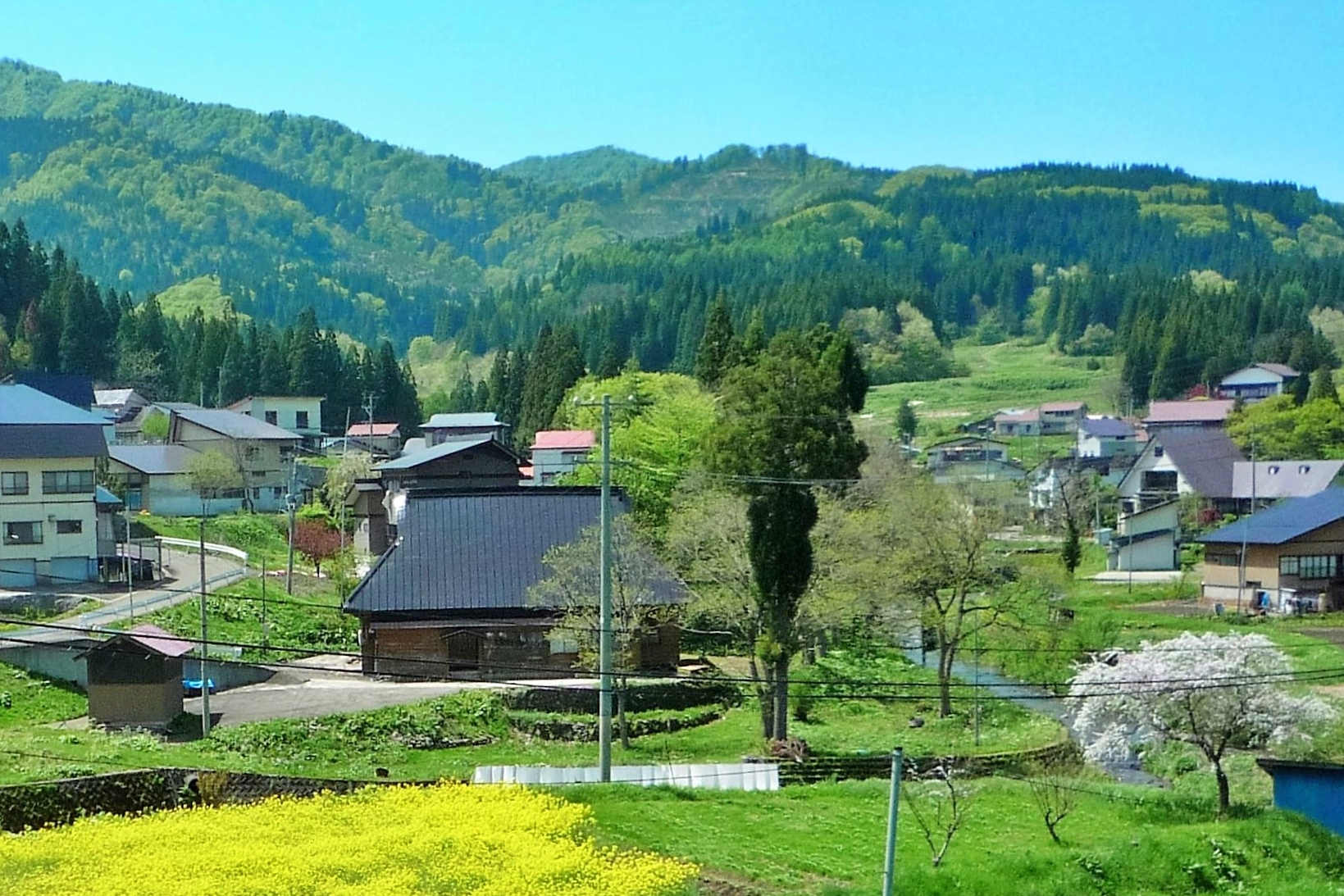
「にほんの里100選」 阿仁根子
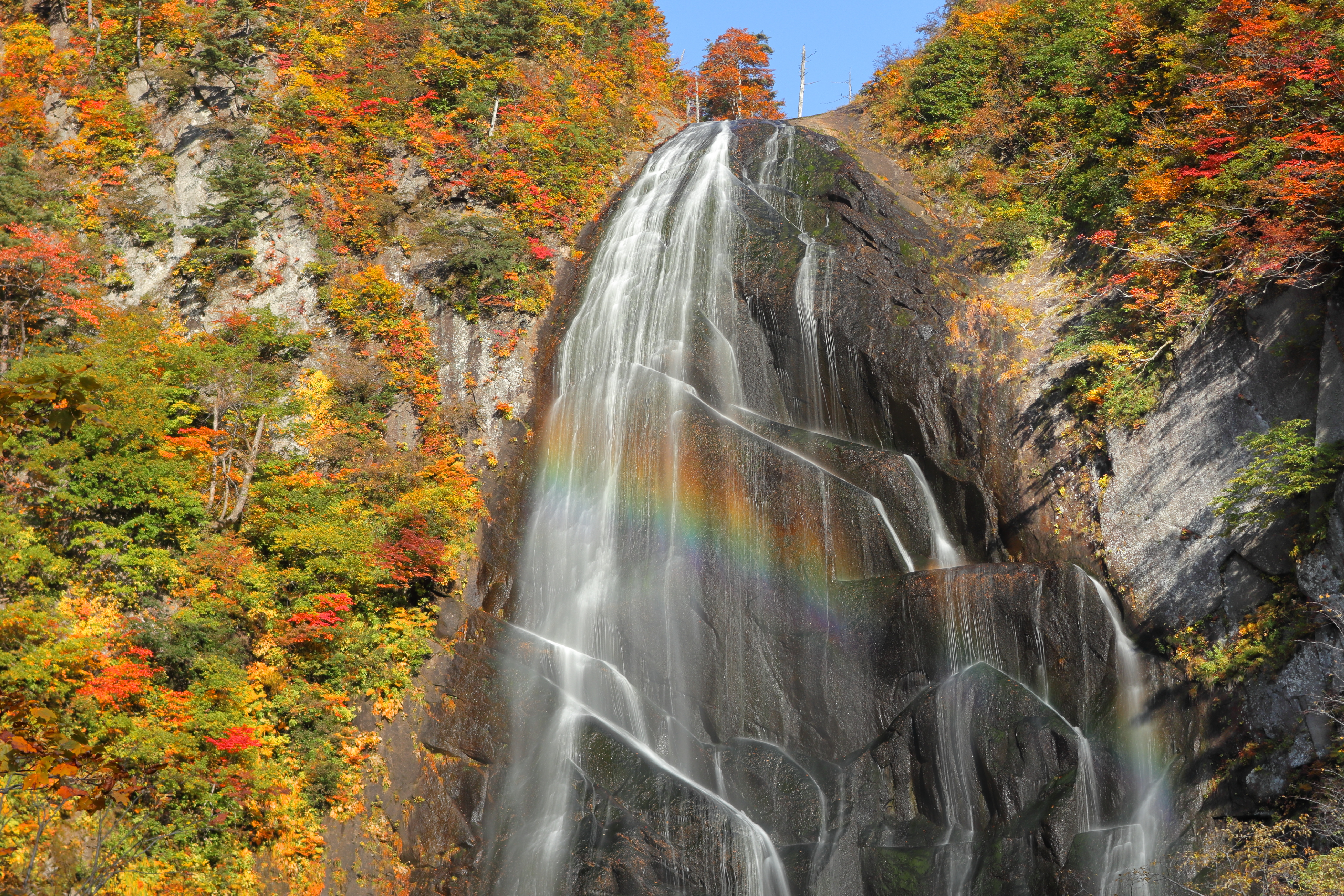
「日本の滝百選」 安の滝
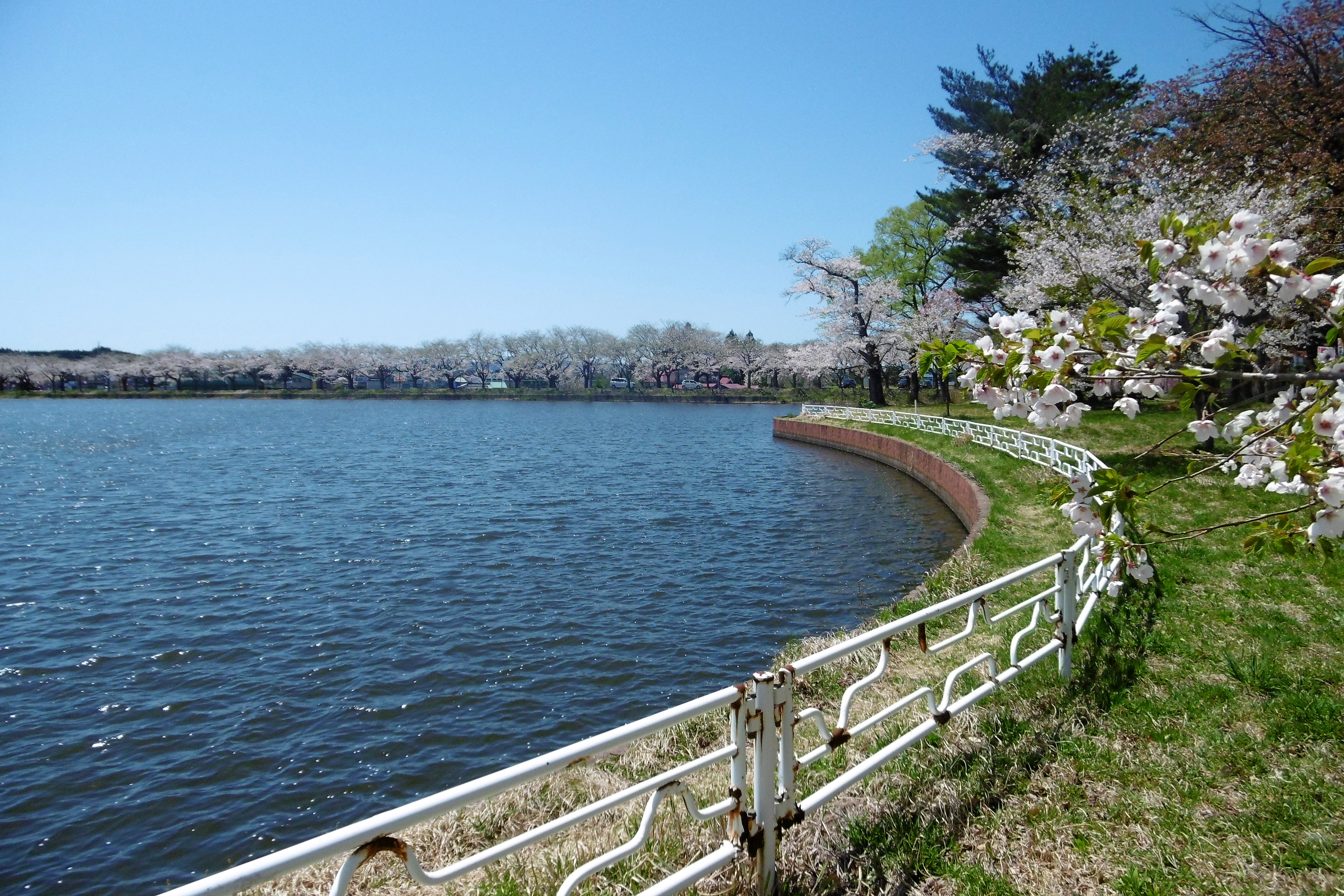
「新観光秋田30景」 鷹巣中央公園
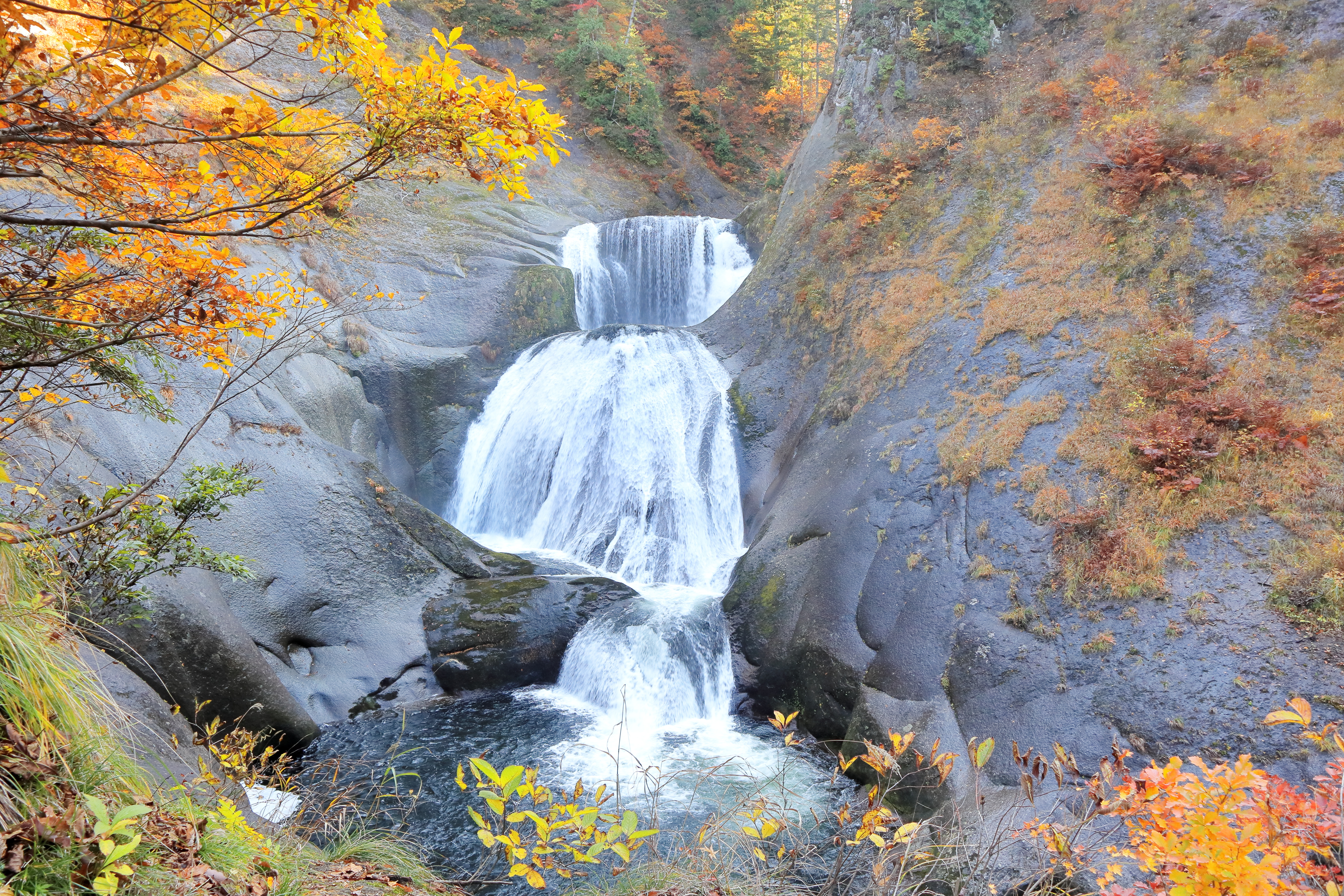
「観光秋田30景」 小又峡 三階の滝

### 旧跡
- 川井延慶碑

### 公園

秋田県立北欧の杜公園

慶祝森林自然公園の赤松展示林

翠雲公園のあじさい

自然公園（地域制公園）
- 森吉山県立自然公園

都市公園（営造物公園）
- 鷹巣中央公園
- 慶祝森林自然公園
- 秋田県立北欧の杜公園

### 秋田県自然環境保全地域
- 鞍山風穴
- 小又風穴
- 露熊山峡

### 花・植物の名所
ツツジ
- 鷹巣中央公園
- 樹温寺庭園
- 翠雲公園

高山植物・樹氷

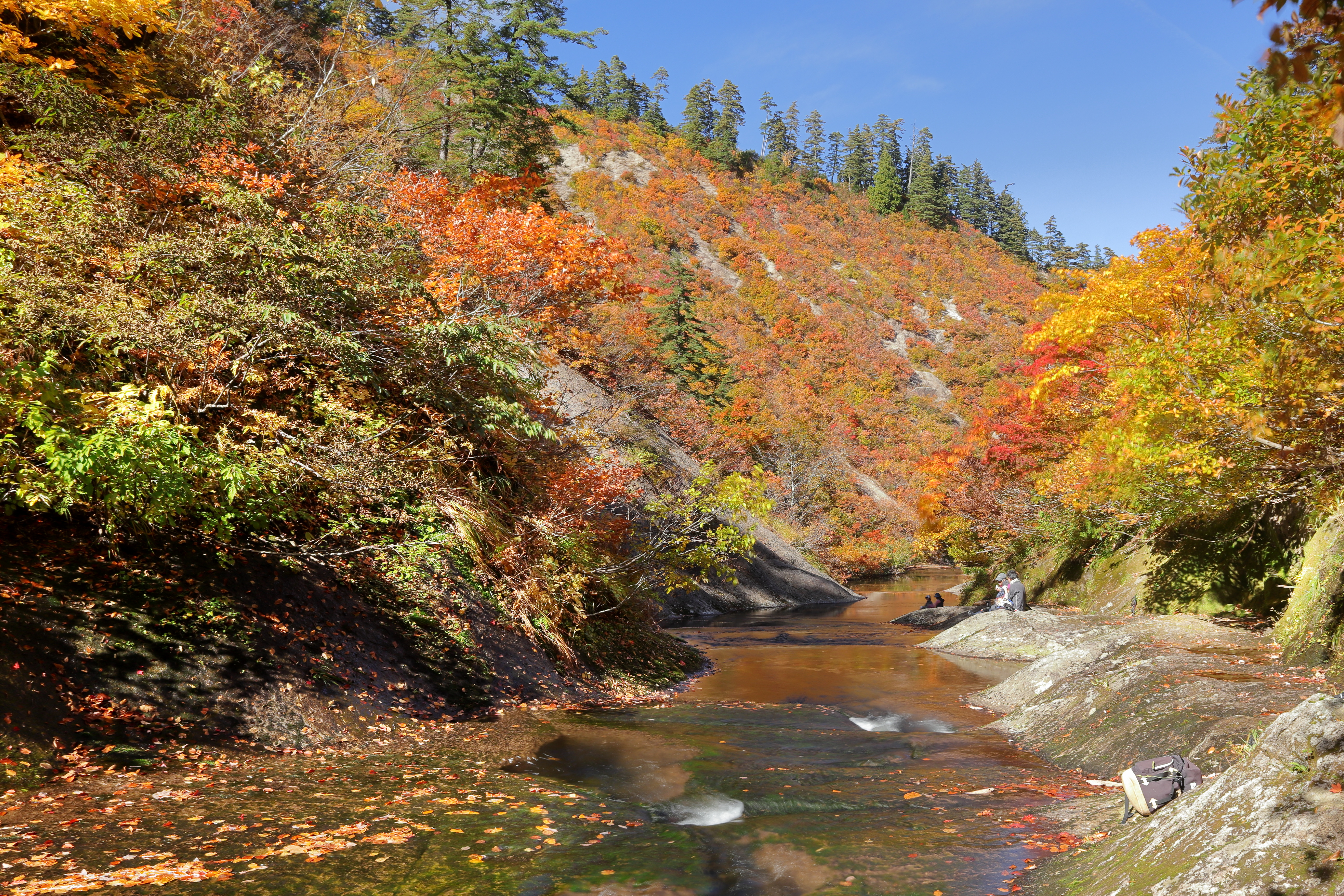
桃洞渓谷
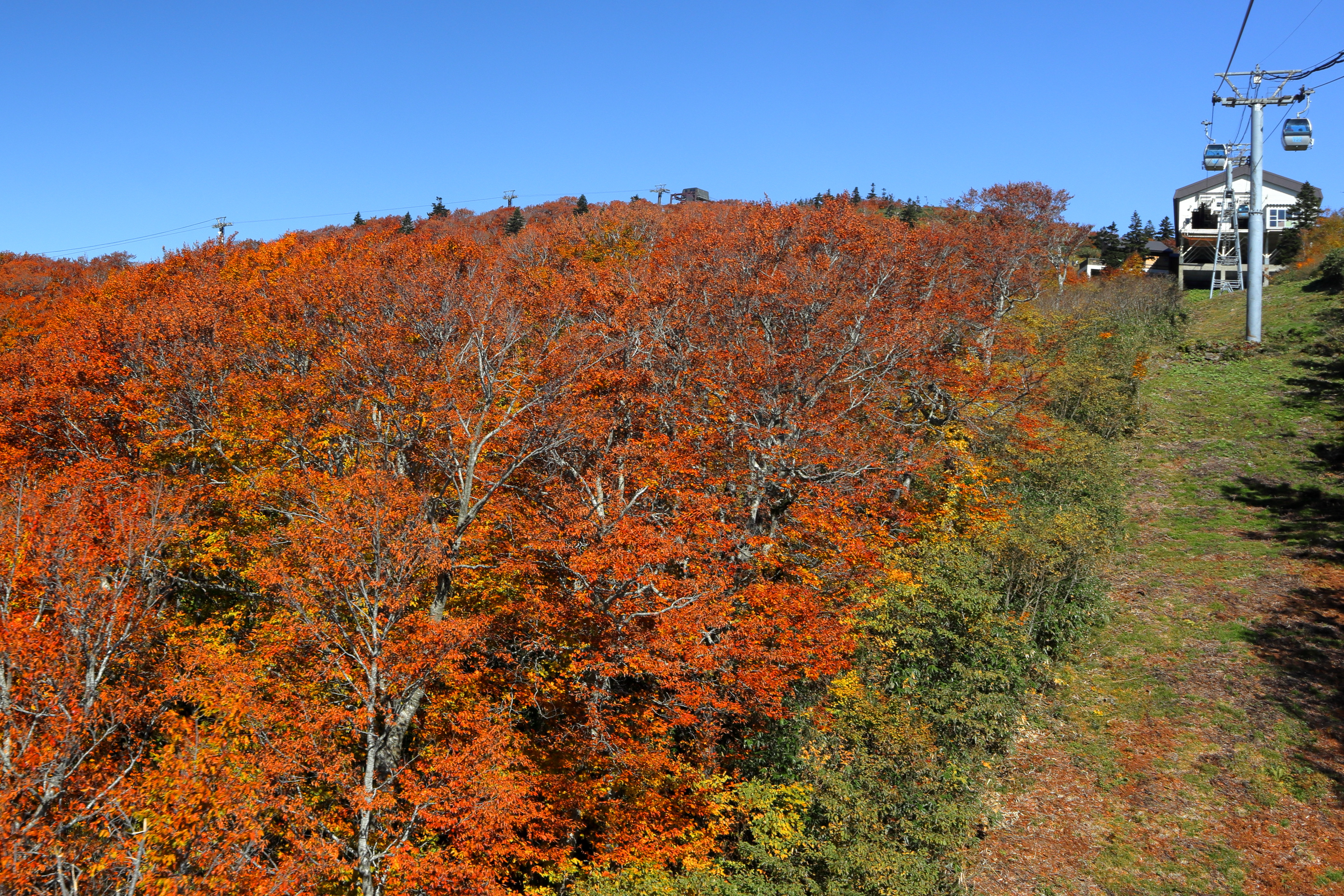
森吉山
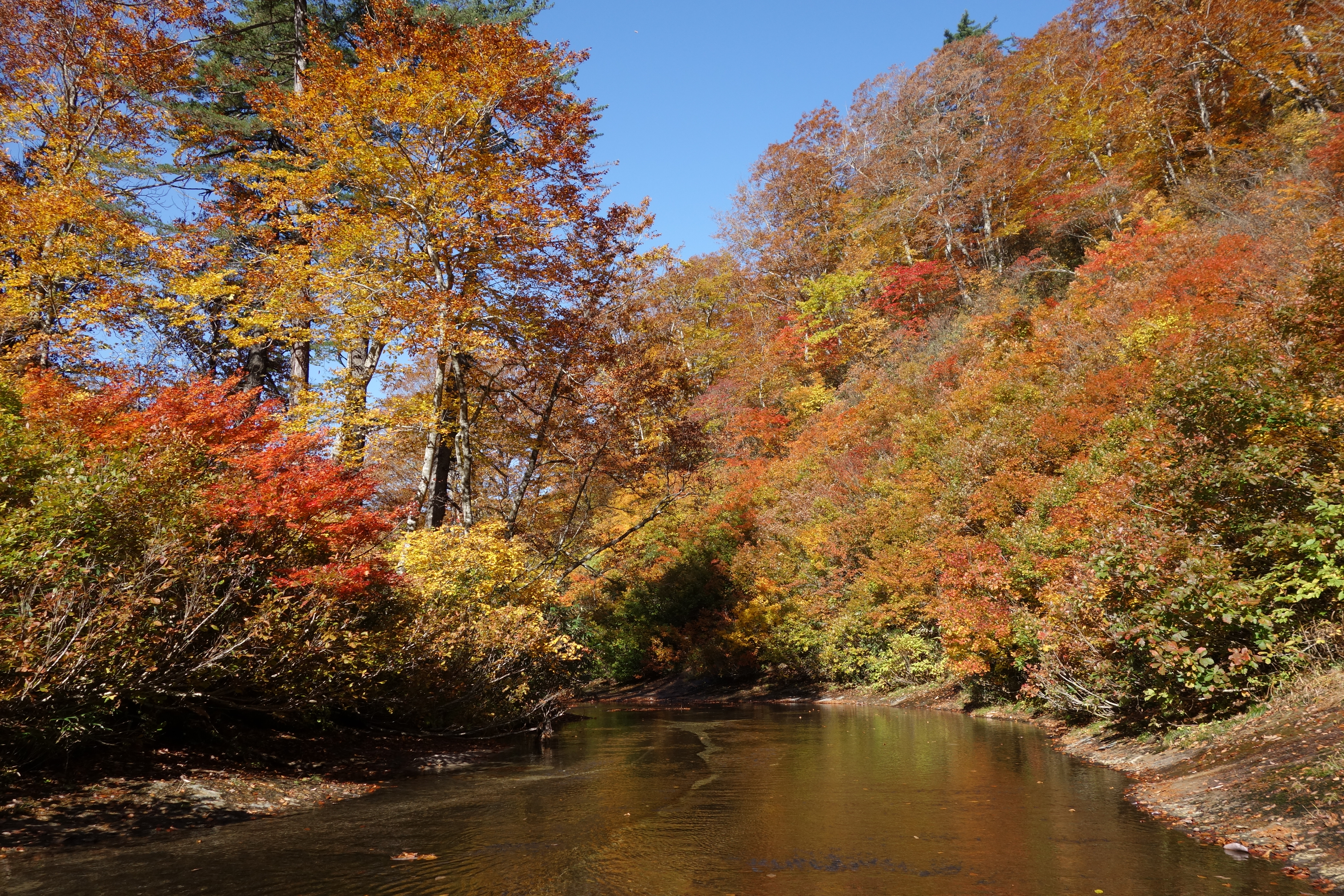
赤水渓谷
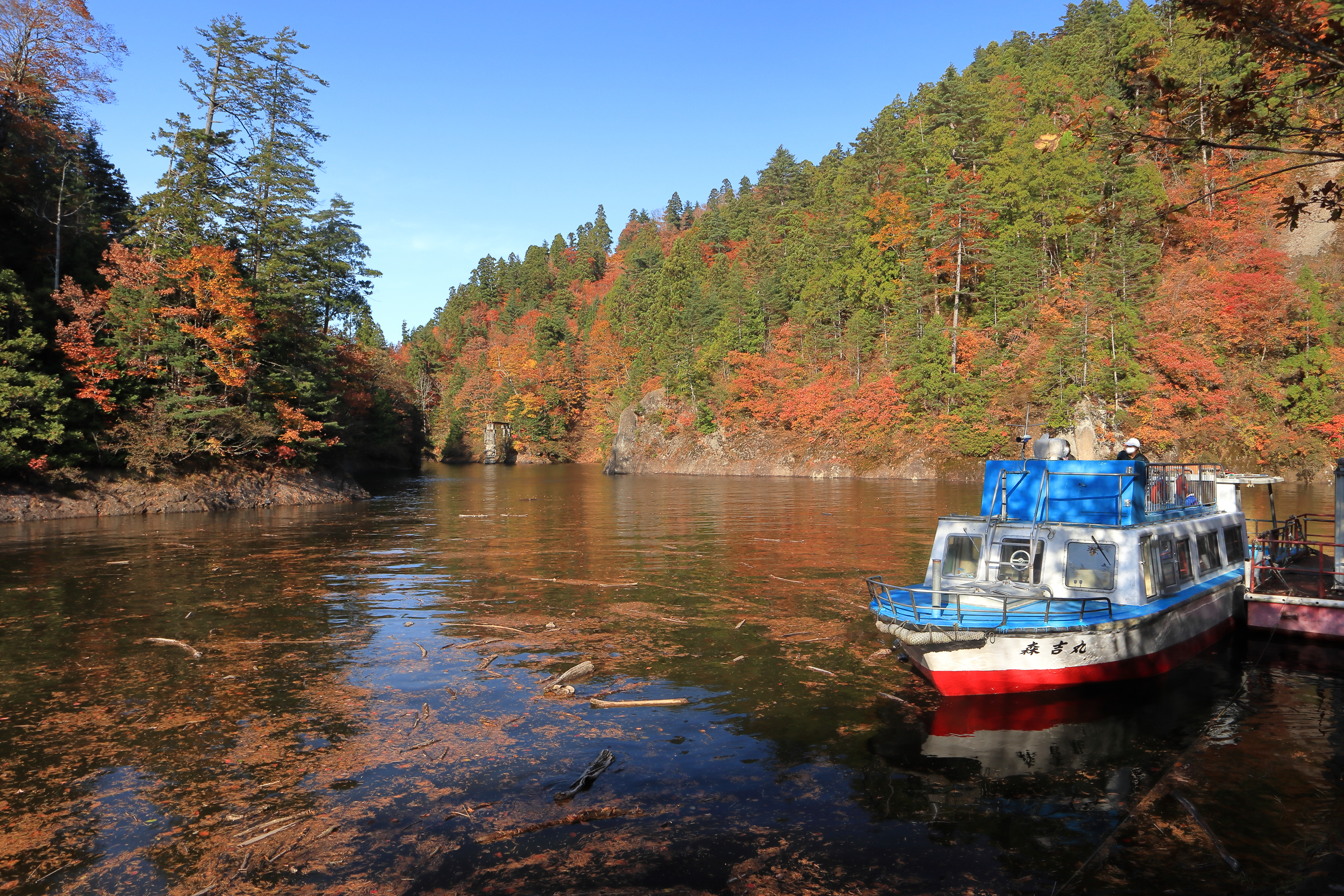
太平湖

アジサイ
- 鷹巣中央公園
- 翠雲（すいうん）公園 - 9種類 約3,000本

サクラ
- 鷹巣中央公園 - 約800本
- 阿仁川桜づつみ公園
- 阿仁河川公園

ケヤキ
- 上杉・下杉集落防風雪屋敷林ハッケの欅

スギ
- 上舟木風景林
- 桃洞・佐渡のスギ原生林

紅葉
- 大野台ハイランド
- 太平湖
- 四季美湖
- ノロ川遊歩道
- 小又川河畔林
- 小又峡 - 秋田県指定名勝

- 桃洞の滝
- 九階滝
- 安の滝
- 幸兵衛滝
- 赤水渓谷
- 森吉山 阿仁スキー場

- 桃洞渓谷
- 森吉山
- 赤水渓谷
- 太平湖

### 祭事
7月
- 14・15日：綴子神社例祭（綴子神社）
- 24・25日：鷹巣神社例大祭（鷹巣神社）

### 催事
1月

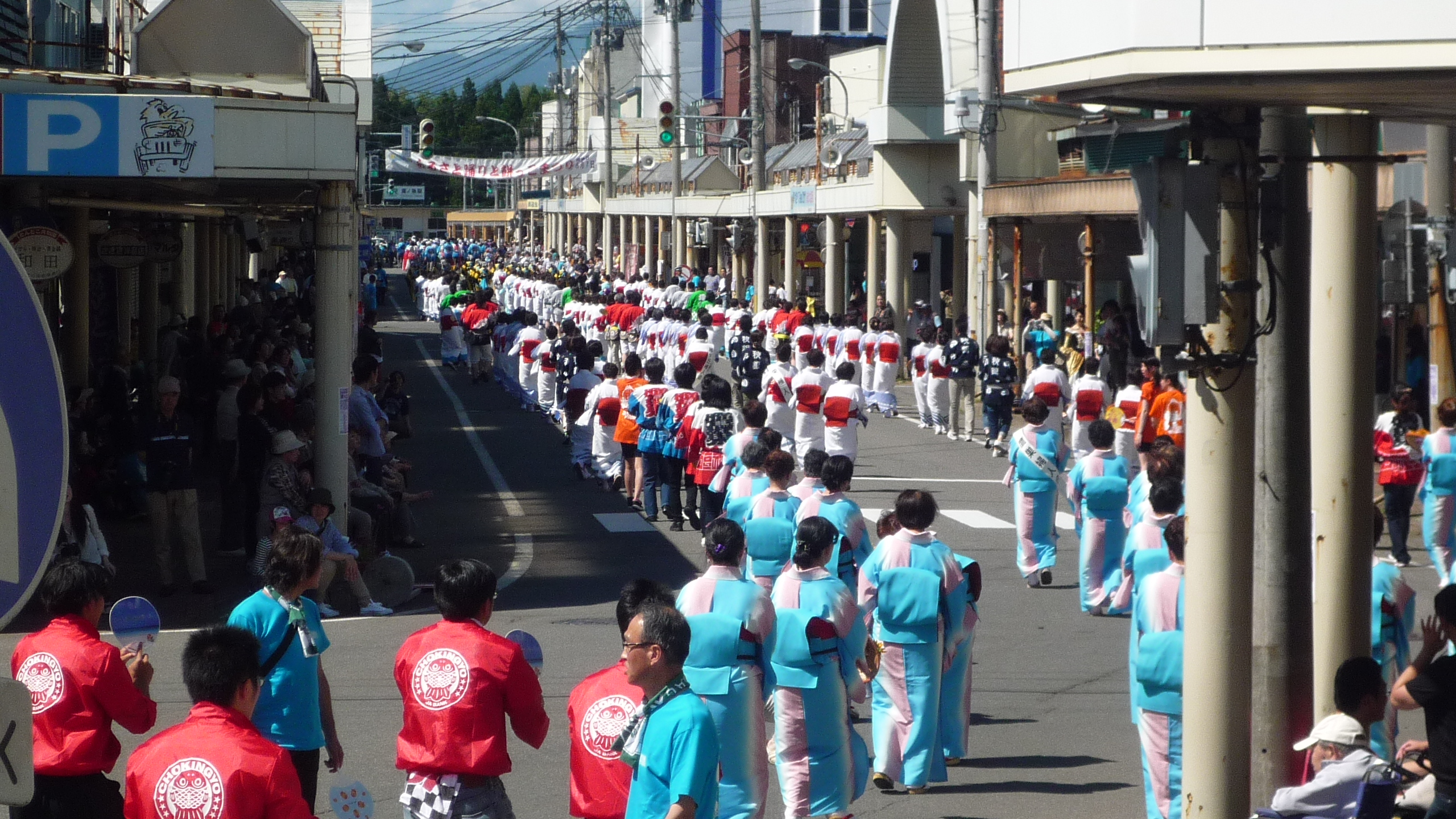
大喝祭 ふるさと踊りフェスティバル（6月）

合川まと火（8月）

阿仁の灯篭流し（8月）

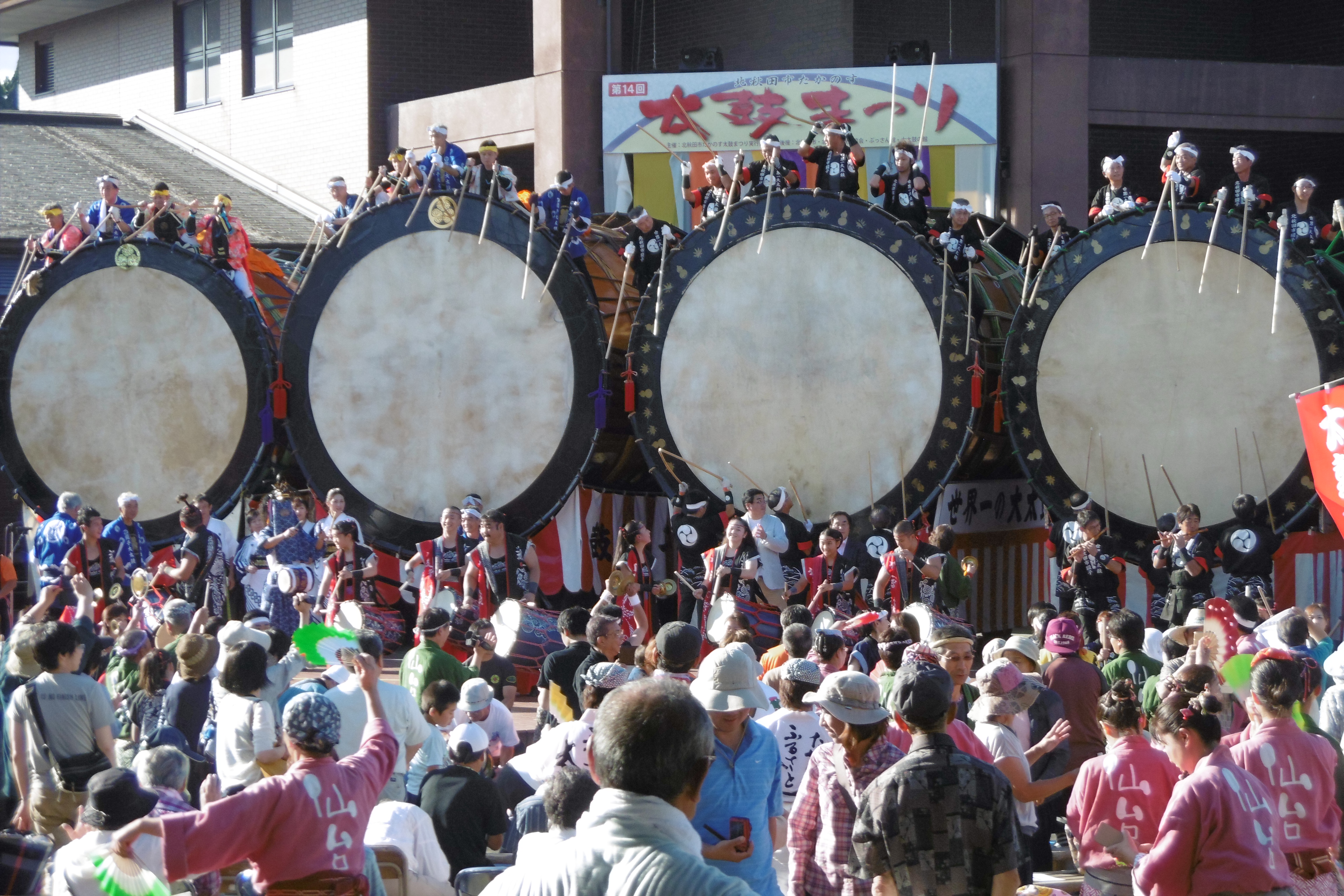
北秋田市たかのす太鼓まつり
（9月）

100キロマラソン（9月）

- 1日：北秋田市元旦マラソン（北秋田市役所前発着）
- 2日：大太鼓たたき初め（大太鼓の館）
- 15日：雪中田植え（大太鼓の館駐車場）

2月
- 1日：雪中稲刈り（大太鼓の館駐車場）
- 1日：三十三歳 歳祝いお披露目行進（鷹巣銀座通り・鷹巣駅前通り）
- 11日：大館能代空港かまくらんど（大館能代空港）
- 第3土曜日：スノーキャンドルストリートinあに（秋田内陸線阿仁合駅周辺）
- 第3日曜日：葛黒火まつりかまくら（七日市葛黒集落）
- 下旬：県民歩くスキーのつどい（秋田県立北欧の杜公園）

3月
- 下旬：北秋田市もちっこ市（大太鼓の館駐車場）

4月
- 中旬：河田杯マラソン・大館北秋田ロードレース大会（北欧の杜公園）
- 下旬 - 5月上旬：鷹巣中央公園さくらまつり（鷹巣中央公園）

5月
- 3日：森吉山山開き
- 下旬：春のフローラルフェスタ（秋田県立北欧の杜公園）
- 下旬：合川駅春まつり（合川駅前広場）

6月
- 1日：竜ヶ森山開き
- 1日：太平湖湖水開き
- 第1日曜日：大喝祭 ふるさと踊りフェスティバル（鷹巣銀座通り）
- 下旬：森吉四季美湖まつり（森吉山ダム周辺）

7月
- 上旬：北秋田市米代川花火大会（米代川河川敷公園）

8月
- 14日：合川まと火（阿仁川堤防合川橋付近）・合川ふるさとまつり（健康広場）
- 16日：阿仁の花火と灯篭流し（阿仁河川公園）・異人館フェスティバル（阿仁異人館）
- 下旬：北秋田市民俗芸能大会（文化会館）

9月
- 上旬：北秋田市縄文まつり（伊勢堂岱遺跡）
- 上旬：北秋田市たかのす太鼓まつり（大太鼓の館）
- 上旬：ノスタルジックカーフェスタ（北欧の杜公園）
- 上旬：大館能代空港スカイフェスタ（大館能代空港）
- 下旬：北欧の杜公園の秋まつり（秋田県立北欧の杜公園）
- 下旬：北緯40°秋田内陸リゾートカップ100キロチャレンジマラソン（仙北市角館 - 鷹巣）

10月
- 上旬：合川駅秋まつり（合川駅前広場）
- 上旬 - 下旬：太平湖小又峡紅葉まつり（太平湖グリーンハウス）
- 中旬：森吉四季美湖紅葉まつり（森吉山ダム周辺）
- 下旬：北秋田市産業祭（鷹巣体育館）
- 下旬：北秋田市文化祭（文化会館）

11月
- 上旬：浜辺の歌音楽祭（文化会館）

12月
- 中旬 - 2月上旬：北秋田きらきらフェスティバル（米代児童公園）

### 主な文化財
有形文化財
- 金家住宅 - 重要文化財（建造物）
- 旧阿仁鉱山外国人官舎（異人館） - 重要文化財（建造物）
- 秋田県胡桃館遺跡出土品 - 重要文化財（美術工芸品）
- ｢絹本着色松に唐鳥図｣佐竹曙山筆 - 重要文化財（美術工芸品）

民俗文化財
- 阿仁マタギの狩猟用具 - 重要有形民俗文化財
- 根子番楽 - 重要無形民俗文化財
- 綴子の大太鼓 - 記録作成等の措置を講ずべき無形の民俗文化財（風流）
- 猿倉人形芝居 - 記録作成等の措置を講ずべき無形の民俗文化財（渡来芸・舞台芸）
- 阿仁地方の万灯火 - 記録作成等の措置を講ずべき無形の民俗文化財（年中行事）

記念物
- 伊勢堂岱遺跡[21] - 世界遺産・史跡
- 桃洞･佐渡のスギ原生林 - 天然記念物

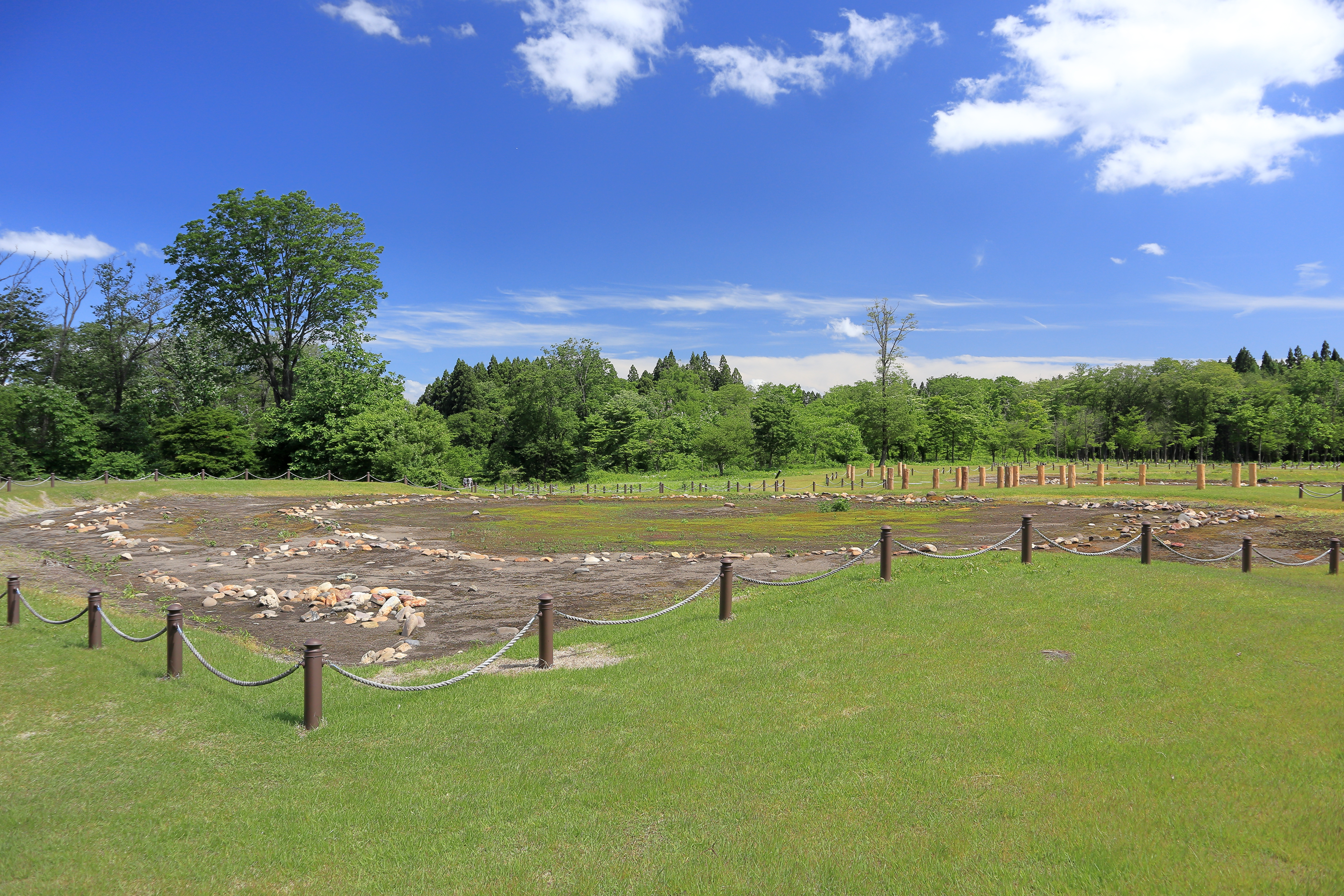
伊勢堂岱遺跡 環状列石A
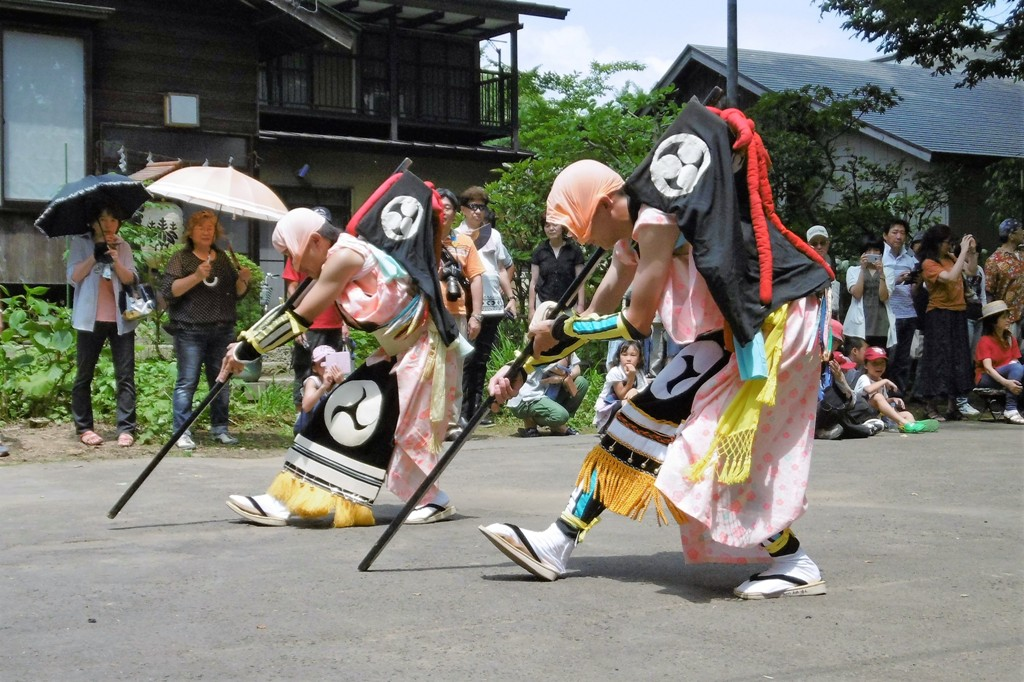
綴子大太鼓 出陣行列（挟箱担ぎ）
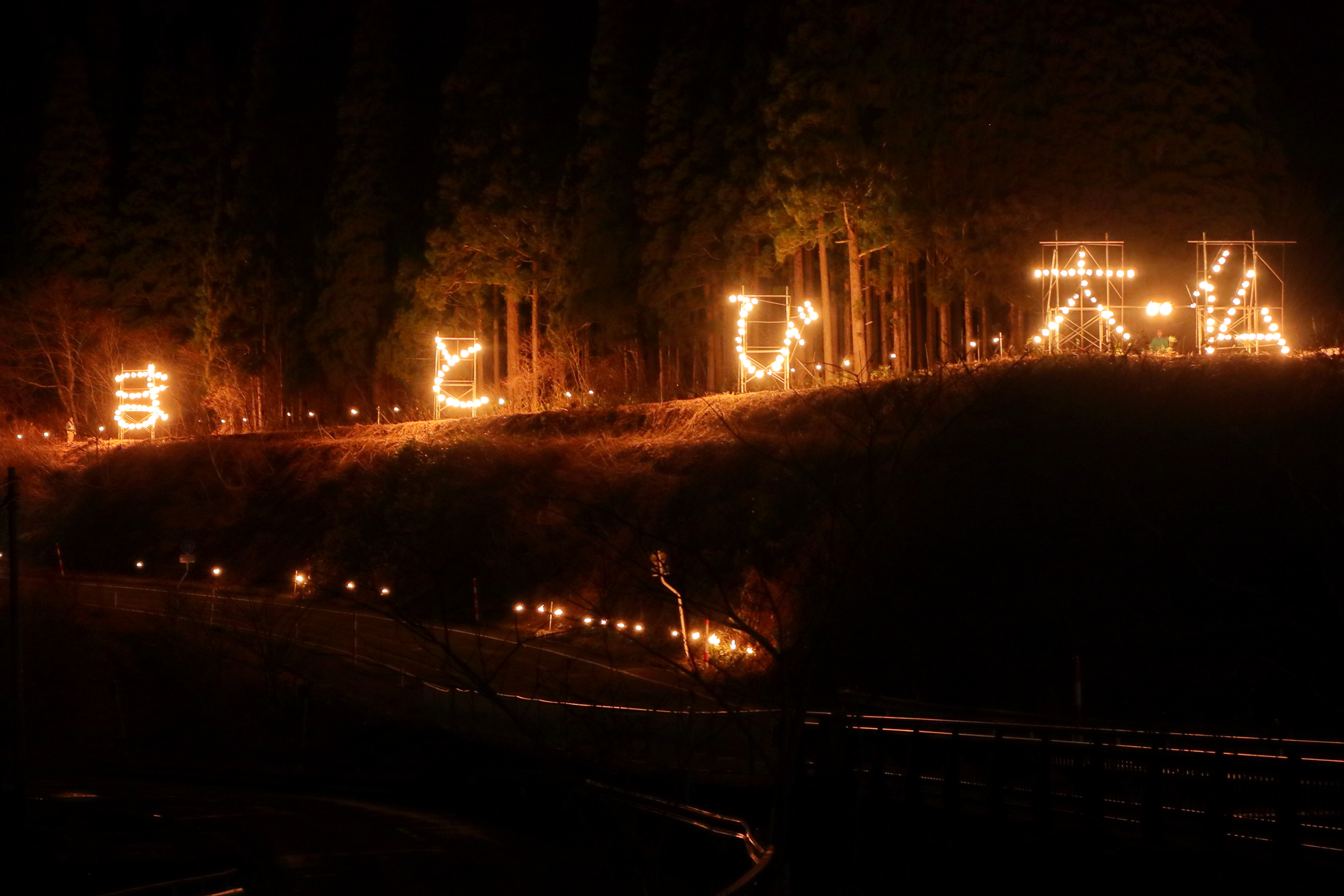
万灯火（合川鎌沢集落）

### 風俗慣習
- 黒留袖・丸髷（厄払い行事）

女性の33歳と男性の42歳、62歳を大厄と呼び、2月1日に市内の各神社でお払いを受ける習慣があり、女性の33歳は黒留袖に丸髷姿の昔ながらの和装でお参りする風習が残っている。鷹巣神社の33歳厄払い合同祈願式では厄払いを済ませたあと、「女の神様」として知られる元町の三吉神社にもお参りして、この後そのままの姿で鷹巣駅前の目抜き通りを練り歩く「三十三歳歳祝いお披露目行進」が行われる。

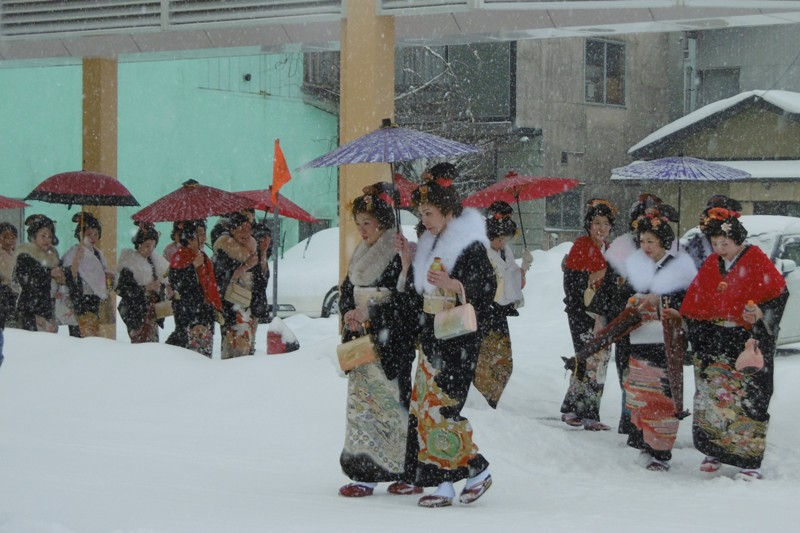
三十三歳歳祝いお披露目行進
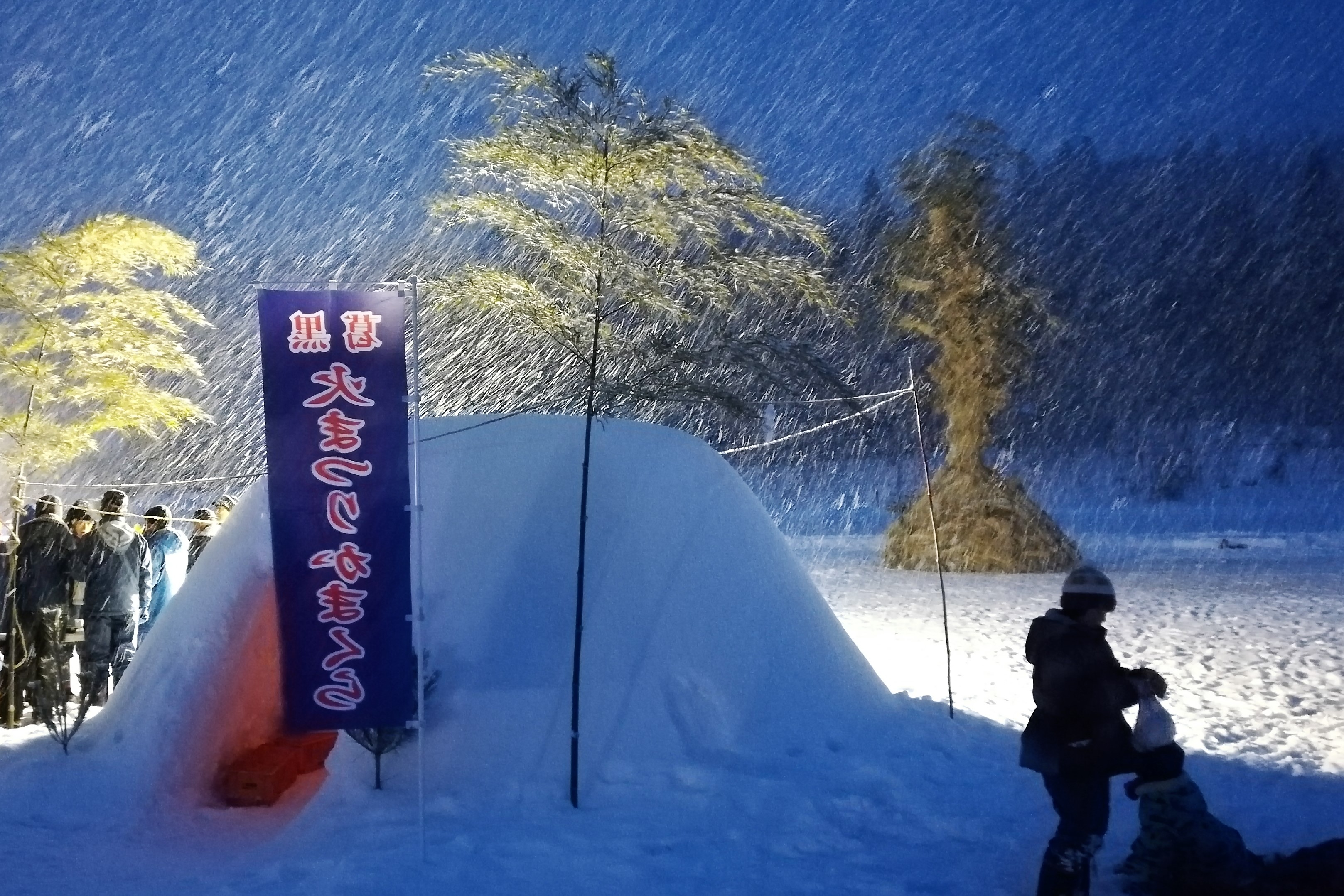
葛黒火まつりかまくら
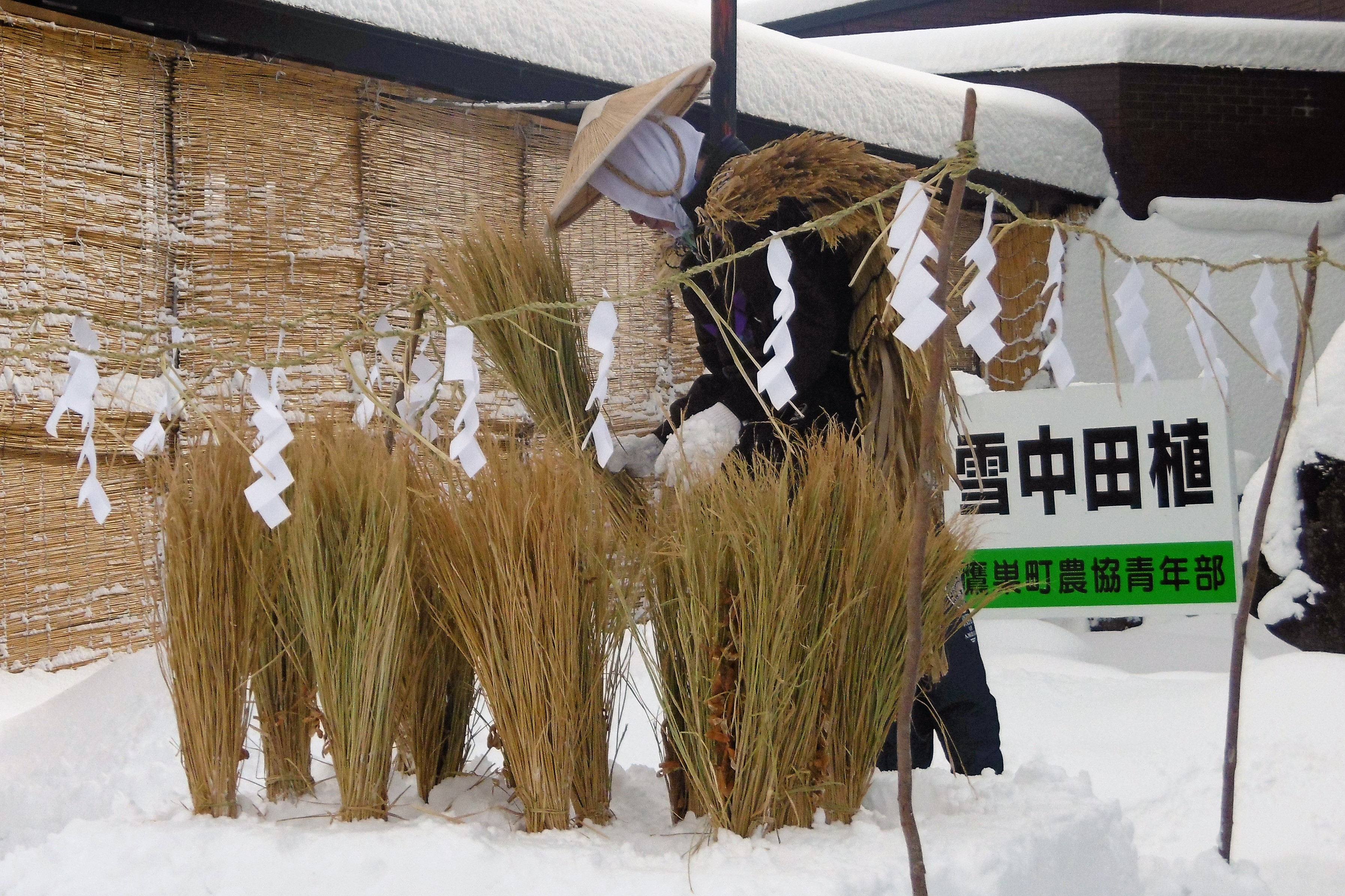
雪中田植え

栗の木に稲わらや豆殻を巻き付けてご神木として立ち上げ、夜に火を付け、ご神木に向かって「おーい、かまくらの権五郎（ごんごろう）」と叫びながら、無病息災や無火災、五穀豊穣を祈願するお祭り。
- 雪中田植え・雪中稲刈り

水田に見立てた雪の上に、稲わらや豆がらを束ねた“稲”を植えて稲の倒れ方や実の入り方などで作柄を占う小正月の伝統行事で、稲が直立していれば実が入らない「不稔」、倒れていれば風水害による倒伏、たわわに実った稲穂のように適度に傾いていれば豊作というお告げが出される。
- 三十三歳歳祝いお披露目行進
- 葛黒 火まつりかまくら
- 雪中田植え

## 出身者

### 政治家
- 高橋本吉 - 帝国議会衆議院議員
- 成田直衛 - 帝国議会衆議院議員・秋田県議会初代議長
- 河田与惣左衛門 - 貴族院多額納税者議員
- 畠山健治郎 - 元衆議院議員（旧秋田1区・比例東北ブロック）・元大館市長
- 三浦久 - 元衆議院議員（旧福岡4区）

### 官僚
- 高橋正太郎 - 元駐フィンランド特命全権大使

### 文化人
- 戸嶋靖昌 - 画家
- 般若院英泉 - 宗教家・教育者
- 宮野尹賢 - 儒学者・神道家
- 渡辺喜恵子 - 直木賞作家
- 成田為三 - 作曲家
- 佐々木英忠 - 医学者（東北大学名誉教授・秋田看護福祉大学初代学長）
- 安成貞雄 - 評論家
- 安成二郎 - 歌人・小説家・編集者

### スポーツ選手
- 中嶋聡 - 元プロ野球選手（捕手）・オリックス・バファローズ監督
- 白川志賀右衛門 - 元大相撲力士（大関）
- 豪風旭（年寄押尾川） - 元大相撲力士（関脇）：秋田県県民栄誉章受章・北秋田市市民栄誉賞受章・北秋田市ふるさと大使
- 一湊政五郎 - 元大相撲力士（前頭）
- 羽後響助枩 - 元大相撲力士（十両）
- 大野咲慎祐 - 元大相撲力士（十両）
- 高橋大斗 - 元ノルディック複合・ジャンプ選手（冬季オリンピック出場・ワールドカップ金メダリスト）
- 小林範仁 - 元ノルディック複合選手（冬季オリンピック出場・世界選手権複合団体優勝）：秋田県県民栄誉章受章
- 湊祐介 - ノルディック複合選手（冬季オリンピック出場・世界選手権複合団体優勝）：秋田県県民栄誉章受章
- 立崎芙由子（旧姓鈴木） - バイアスロン選手（冬季オリンピック出場）
- 鈴木祐貴 - バレーボール選手
- 中田紫乃 - バレーボール選手
- 安部欣哉 - 元フェンシング選手（バルセロナオリンピック出場）・秋田市子ども未来部副参事[22][23]

### 芸能人
- 斉藤京子 - 民謡歌手
- 琴糸路 - 女優
- 相馬剛三 - 俳優
- 石田信之 - 俳優
- 吾羽七朗 - 俳優
- 翔子 - ものまねタレント
- GABEZ MASA - パフォーマー

### 実業家
- 嶺脇育夫 - タワーレコード株式会社代表取締役社長
- 高橋晋平 - 株式会社ウサギ代表取締役・おもちゃクリエイター
- 白川好光 - 不動産業・ 住宅建築業・学校教育非常勤講師

### ゆかりのある人物
長期居住した人物
- 菅江真澄 - 旅行家・博物学者
- 内藤湖南 - 東洋史学者：綴子小学校の主席訓導。
- 平賀源内 - 阿仁鉱山で技術指導。

親または祖父母が出身の人物
- 高橋克典 - 俳優：北秋田市ふるさと大使[24]：父親が出身。
- 落合真理 - 元バレーボール選手（元日本代表）：母親が出身。
- 宇佐美大輔 - 元バレーボール選手（元日本代表主将）：母親が出身。

活動していた人物
- 折口信夫 - 民俗学者・国文学者・国語学者：根子番楽を調査した。
- 榎本武揚 - 旧幕臣・明治政府の政治家・外交官：箱館戦争降伏後の護送中に綴子宿で漢詩を残す。

## キャラクター
誕生したキャラクター
- 大館能代空港シンボルキャラクター
- 板状土偶 - 伊勢堂岱遺跡シンボルマーク
- 山刀霊神アニアイザー - ローカルヒーロー
- 妖精の森コテージラウルイメージキャラクター
- ないりっくん - 秋田内陸縦貫鉄道応援キャラクター
- バタもっち - 北あきたバター餅イメージキャラクター
- もっくんよっちゃん - 森吉山ダムイメージキャラクター
- かけるくん - 阿仁町イメージキャラクター、矢口高雄制作
- 森吉のじゅうべえ - 秋田内陸縦貫鉄道オリジナルキャラクター
- イタズラーズあーもん&にーもん - 阿仁熊牧場マスコットキャラクター
- インフォメーションレディ - 森吉山ダム広報館モリトピアのおねえさん

ゆかりのあるキャラクター
- スギッチ - 第62回国民体育大会マスコットキャラクター、秋田県マスコットキャラクター
- 森っち - 第59回全国植樹祭マスコットキャラクター、秋田水と緑のマスコットキャラクター
- がんたくん - 秋田県埋蔵文化財センターマスコットキャラクター、白坂遺跡から発見された「笑う岩偶」がモチーフ

## 北秋田市を舞台とする作品
文学
- 季節風の彼方に - 佐藤鉄章 1955年（昭和30年）
- 林檎の花咲く町 - 辻美沙子 1962年（昭和37年）-1963年（昭和39年）
- 黄色い牙 - 志茂田景樹 1980年（昭和55年）：第83回直木賞受賞
- 邂逅の森 - 熊谷達也 2002年（平成14年）-2003年（平成15年）：第17回山本周五郎賞、第131回直木賞受賞

漫画
- マタギ列伝 - 矢口高雄 1972年（昭和47年）-1974年（昭和49年）
- 邂逅の森 新約マタギ伝 - 原作 熊谷達也、作画 近藤佳文 2005年（平成17年）-2006年（平成18年）

映画
- 季節風の彼方に - 原作 佐藤鉄章、監督 関川秀雄、出演 久我美子・高倉健ほか 1958年（昭和33年）
- 林檎の花咲く町 - 原作 辻美沙子、監督 岩内克己、出演 白川由美・中丸忠雄ほか 1963年（昭和38年）
- マタギ - 監督 後藤俊夫、出演 西村晃・安保吉人ほか 1982年（昭和57年）
- イタズ 熊 - 監督 後藤俊夫、出演 田村高廣・桜田淳子ほか 1987年（昭和62年）
- ハナばあちゃん!!〜わたしのヤマのカミサマ〜 - 監督 杉村和彦、出演 入山法子・京田尚子ほか 2011年（平成23年）

テレビドラマ
- IRIS-アイリス- - 監督 ヤン・ユンホ・キム・ギュテ、出演 イ・ビョンホン・キム・テヒほか 2009年（平成21年）